# Tuvalu
Tuvalu (en tuvaluano, Tuvalu; en inglés, Tuvalu), llamado Islas Ellice hasta 1978, es un país insular de Oceanía integrado dentro de la Polinesia. Su capital es Funafuti.
Localizado en el océano Pacífico, aproximadamente a 4000 km de Hawái y de Australia, sus países más cercanos son Kiribati, Samoa y Fiyi. Consta de 4 arrecifes de coral y 5 atolones, con un área total de 26 km². Después de la Ciudad del Vaticano (932 hab.) y antes de la República de Nauru (13 048 hab.) es la nación independiente con menor número de habitantes. También es el miembro de las Naciones Unidas con menor número de habitantes, ya que dispone solamente de 11 810.
Tiene una altitud máxima de 5 metros sobre el nivel del mar, siendo la segunda nación con menor altitud máxima solo por detrás de Maldivas (2 metros sobre el nivel del mar). Tiene clima tropical marítimo, moderado por los vientos alisios del este de marzo a noviembre, los meses restantes con abundantes lluvias y la vegetación típica está compuesta de palmeras (cocoteros).

## Etimología
El término Tuvalu proviene del idioma indígena local, el tuvaluano, en el que significa ocho de pie juntos, que simbolizaba las ocho islas con población permanente y estable, hasta que en 1949, los indígenas poblaron la isla de Niulakita.

## Historia

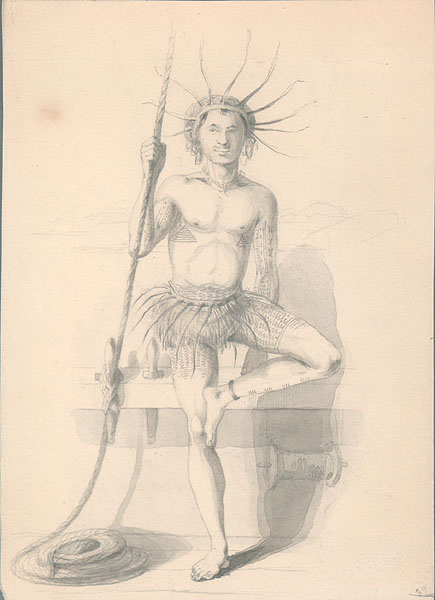
Tuvaluano en traje tradicional dibujado por Alfred Agate en 1841 durante la exploración de Estados Unidos

### Prehistoria
Los orígenes del pueblo de Tuvalu se abordan en las teorías sobre la migración hacia el Pacífico que comenzó hace unos 3000 años. En la época anterior al contacto con Europa, eran frecuentes los viajes en canoa entre las islas más cercanas, como Samoa y Tonga, y ocho de las nueve islas de Tuvalu estaban habitadas. Esto explica el origen del nombre, Tuvalu, que significa "ocho juntos" en tuvaluano (compárese con *walo que significa "ocho" en protoaustronés). Los posibles indicios de incendios provocados por el hombre en las cuevas de Nanumanga sugieren que los humanos pueden haber ocupado las islas durante miles de años.
Un importante mito de la creación en las islas de Tuvalu es la historia de te Pusi mo te Ali (la anguila y la platija), de quienes se dice que crearon las islas de Tuvalu. Se cree que te Ali (la platija) es el origen de los atolones planos de Tuvalu y te Pusin (la anguila) es el modelo de los cocoteros que son importantes en la vida de los tuvaluenses. Las historias de los antepasados de los tuvaluenses varían de una isla a otra. En Niutao, mientras que en Nanumea, el antepasado fundador se describe como originario de Tonga.

### Exploración Europea
Tuvalu fue avistada por primera vez por los europeos el 16 de enero de 1568, durante el viaje del español Álvaro de Mendaña, que pasó por Nui y la cartografió como Isla de Jesús porque el día anterior era la fiesta del Santo Nombre. Mendaña entró en contacto con los isleños pero no pudo desembarcar. Durante el segundo viaje de Mendaña por el Pacífico, pasó por Niulakita el 29 de agosto de 1595, a la que llamó La Solitaria.
El capitán John Byron pasó por las islas de Tuvalu en 1764, durante su circunnavegación del globo como capitán del Dolphin (1751). Él registró las islas como Lagoon.
El primer avistamiento registrado de Nanumea por parte de los europeos fue el del oficial naval español Francisco Mourelle de la Rúa, que pasó por delante de ella el 5 de mayo de 1781 como capitán de la fragata La Princesa, cuando intentaba cruzar el Pacífico por el sur, desde las Filipinas hasta Nueva España. Él la llamó San Augustín. Keith S. Chambers y Doug Munro (1980) identificaron Niutao como la isla por la que Mourelle también pasó el 5 de mayo de 1781, resolviendo así lo que los europeos llamaron El Misterio del Gran Cocal. El mapa y el diario de Mourelle llamaban a la isla El Gran Cocal ("La Gran Plantación de Cocos"); sin embargo, la latitud y la longitud eran inciertas. La longitud sólo podía calcularse de forma aproximada en aquella época, ya que no se dispuso de cronómetros precisos hasta finales del siglo XVIII.
En 1809, el capitán Patterson, a bordo del bergantín Elizabeth, avistó a Nanumea mientras atravesaba las aguas del norte de Tuvalu en un viaje comercial desde Port Jackson, Sídney, Australia, hasta China. En mayo de 1819, Arent Schuyler de Peyster, de Nueva York, capitán del bergantín armado o corsario Rebecca, que navegaba bajo los colores británicos, pasó por las aguas del sur de Tuvalu. De Peyster avistó Nukufetau y Funafuti, a las que dio el nombre de isla de Ellice en honor a un político inglés, Edward Ellice, diputado por Coventry y propietario del cargamento del Rebecca. El nombre de Ellice se aplicó a las nueve islas tras los trabajos del hidrógrafo inglés Alexander George Findlay.
En 1820, el explorador ruso Mijaíl Lazarev visitó Nukufetau como comandante del Mirny. Louis Isidore Duperrey, capitán de La Coquille, pasó por Nanumanga en mayo de 1824 durante una circunnavegación de la Tierra (1822-1825). Una expedición neerlandesa (la fragata Maria Reigersberg) encontró Nui en la mañana del 14 de junio de 1825, y bautizó la isla principal (Fenua Tapu) como Nederlandsch Eiland.
Los balleneros empezaron a recorrer el Pacífico, aunque visitaban Tuvalu con poca frecuencia debido a las dificultades para desembarcar en los atolones. El capitán estadounidense George Barrett, del ballenero Independence II de Nantucket, ha sido identificado como el primer ballenero que cazó en las aguas de Tuvalu. Hizo un trueque de cocos con los habitantes de Nukulaelae en noviembre de 1821, y también visitó Niulakita. Estableció un campamento en tierra en el islote Sakalua de Nukufetau, donde se utilizaba carbón para fundir la grasa de ballena.
Durante menos de un año, entre 1862 y 1863, los barcos peruanos dedicados al llamado comercio de "mirlos", mediante el cual reclutaban o capturaban a los trabajadores, peinaron las islas más pequeñas de la Polinesia, desde la isla de Pascua en el Pacífico oriental hasta Tuvalu y los atolones del sur de las islas Gilbert (actual Kiribati). Buscaban reclutas para cubrir la extrema escasez de mano de obra en Perú. Aunque algunos isleños fueron reclutados voluntariamente, los "mirlos" eran conocidos por atraer a los isleños a los barcos con trucos, como hacerse pasar por misioneros cristianos, así como por secuestrar a los isleños a punta de pistola. El reverendo A. W. Murray, el primer misionero europeo en Tuvalu, informó de que en 1863 se llevaron a unas 170 personas de Funafuti y a unas 250 de Nukulaelae, ya que en Nukulaelae vivían menos de 100 de las 300 registradas en 1861.
El cristianismo llegó a Tuvalu en 1861, cuando Elekana, diácono de una iglesia congregacional de Manihiki (Islas Cook), quedó atrapado en una tormenta y estuvo a la deriva durante ocho semanas antes de desembarcar en Nukulaelae el 10 de mayo de 1861. Se formó en el Colegio Teológico de Malua, una escuela de la Sociedad Misionera de Londres (LMS) en Samoa, antes de comenzar su labor de establecer la iglesia de Tuvalu.

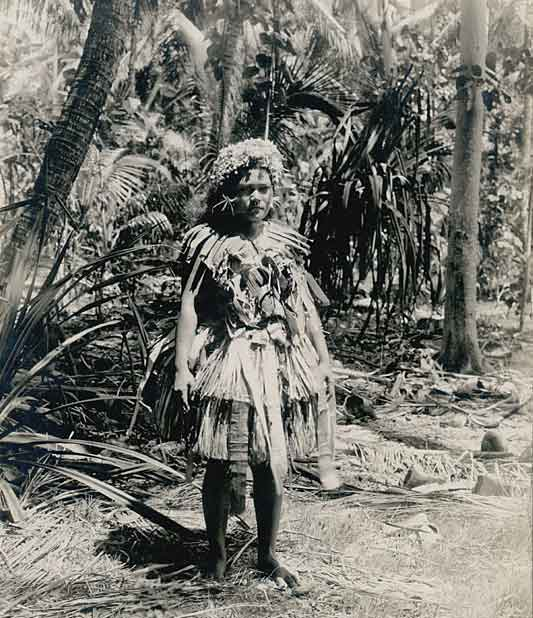
Mujer del atolón de Funafuti, fotografiada por Harry Clifford Fassett en 1900.

En 1865, el reverendo A. W. Murray, de la LMS, una sociedad misionera congregacionalista protestante, llegó como primer misionero europeo; también evangelizó entre los habitantes de Tuvalu. En 1878 el protestantismo se consideraba bien establecido, ya que había predicadores en cada isla. A finales del siglo XIX y principios del XX, los ministros de lo que se convirtió en la iglesia de Tuvalu (Te Ekalesia Kelisiano Tuvalu) eran predominantemente samoanos, que influyeron en el desarrollo de la lengua y la música de Tuvalu.

### Protectorado Británico
En 1892, las islas pasaron a formar parte del protectorado británico de las Gilbert y Ellice (Micro-Polinesia británica), este protectorado se convirtió en colonia en 1915.
Durante la Segunda Guerra Mundial, Marines de los Estados Unidos desembarcaron en Funafuti (Villaolivos) el 2 de octubre de 1942. Por esas fechas los japoneses ya habían ocupado Tarawa y otras islas de lo que hoy en día es Kiribati. Un batallón de construcción naval ("abejas del mar" o "Seabees" en inglés) construyeron una pista de aterrizaje principal en Funafuti y aeródromos satélites en Nanumea y Nukufetau. La pista construida en Funafuti continúa siendo utilizada hoy día en el Aeropuerto Internacional de Funafuti. Las bajas civiles durante la Segunda Guerra Mundial fueron escasas. En una ocasión en abril de 1943, durante un bombardeo japonés, 680 personas se refugiaron en una iglesia. Afortunadamente para ellos, un soldado estadounidense (el cabo Ladd) les convenció de salir y refugiarse en trincheras.[cita requerida] Poco después una bomba destruyó la iglesia. Tuvalu sirvió como base de apoyo para las ofensivas contra los atolones de Makin y Tarawa.
En 1974, diferencias étnicas dentro de la colonia provocaron que los polinesios de las Islas Ellice decidieran separarse de los micronesios de las Islas Gilbert (después Kiribati). Al año siguiente, las Islas Ellice se convirtieron en la colonia británica de Tuvalu. 

### Independencia
La independencia se concedió en 1978.
Tuvalu firmó en 1979 un tratado de amistad con los Estados Unidos que reconoce la legítima posesión tuvaluana de cuatro pequeñas islas reclamadas anteriormente por los Estados Unidos.
Entre 1995 y 1997, Tuvalu adoptó una nueva bandera pero, finalmente, se restituyó la antigua Bandera de Tuvalu, que es la que posee en la actualidad.

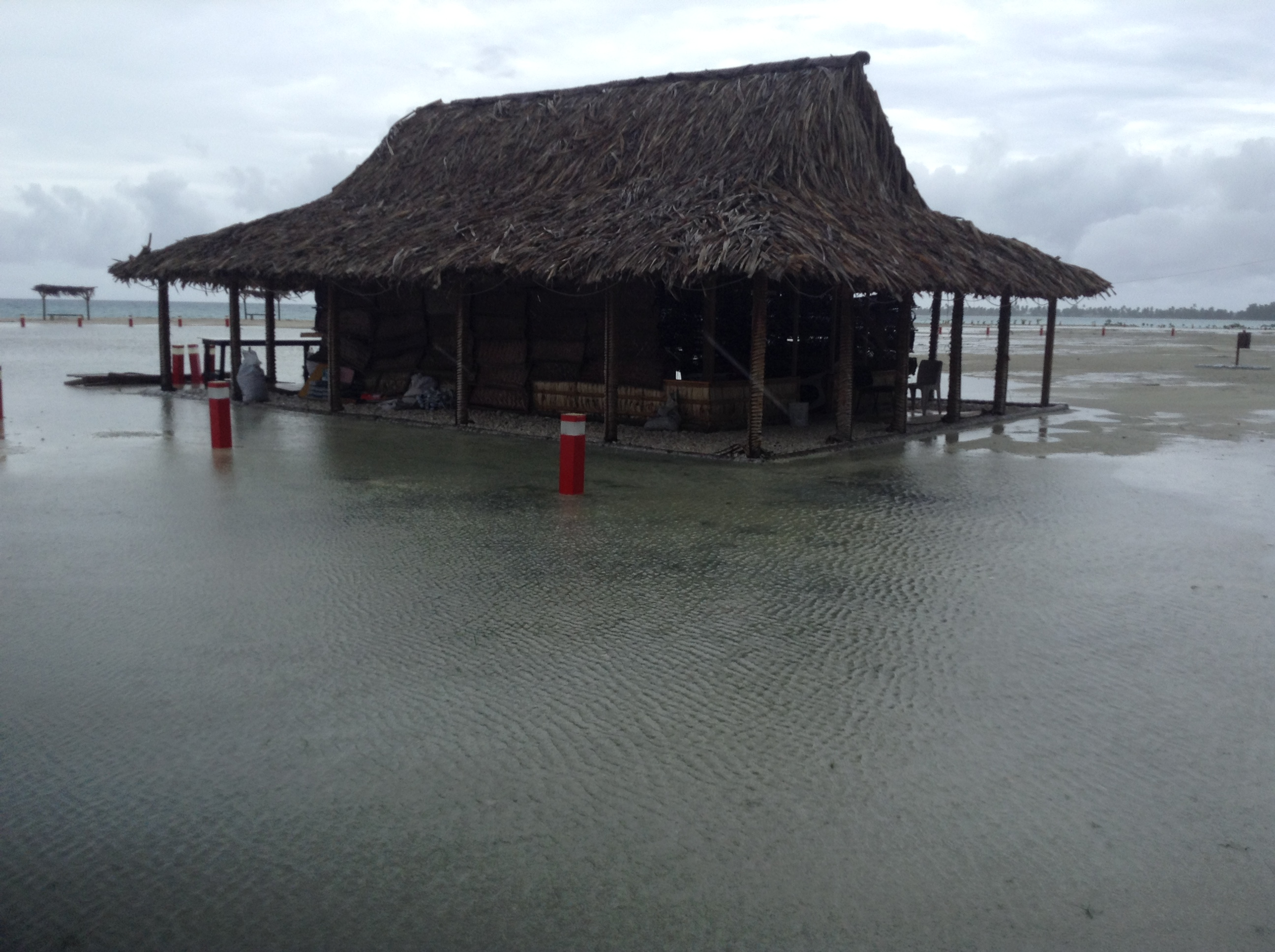
Inundaciones en Tuvalu en 2017.

Según el primer ministro de Tuvalu, su país se encuentra amenazado por el cambio climático y piden responsabilidad a los países contaminantes y a la ONU por lo cual sus habitantes tendrán que decidir urgentemente sobre dos cuestiones: acerca de mantener la monarquía constitucional o convertir Tuvalu en una república, y sobre la conveniencia de trasladar a Nueva Zelanda a sus 11 810 habitantes, ya que las islas viven en continua alerta debido a los ciclones y otros fenómenos meteorológicos y corren el riesgo de inundarse debido al aumento del nivel del mar. Mientras que algunas personas han sugerido para la reubicación de la población de Tuvalu a Australia, Nueva Zelanda, o Kioa (Fiyi), el ex primer ministro Maatia Toafa dijo que su gobierno no considera el aumento del nivel del mar como una amenaza por la que toda la población tendría que ser evacuada.

"We live in constant fear of the adverse impacts of climate change. For a coral atoll nation, sea level rise and more severe weather events loom as a growing threat to our entire population. The threat is real and serious, and is of no difference to a slow and insidious form of terrorism against us."
"Vivimos con el temor constante de los impactos adversos del cambio climático. Para una nación con un atolón de coral, el aumento del nivel del mar y los fenómenos meteorológicos más severos representan una amenaza creciente para toda nuestra población. La amenaza es real y seria, y no se diferencia en nada de una forma lenta e insidiosa de terrorismo contra nosotros."

Tuvalu es el país propietario del famoso dominio de internet .tv. La ICANN ya se ha enfrentado a la desaparición de países por causas políticas, aunque esta vez podría ser por causas geográficas.

## Gobierno y política

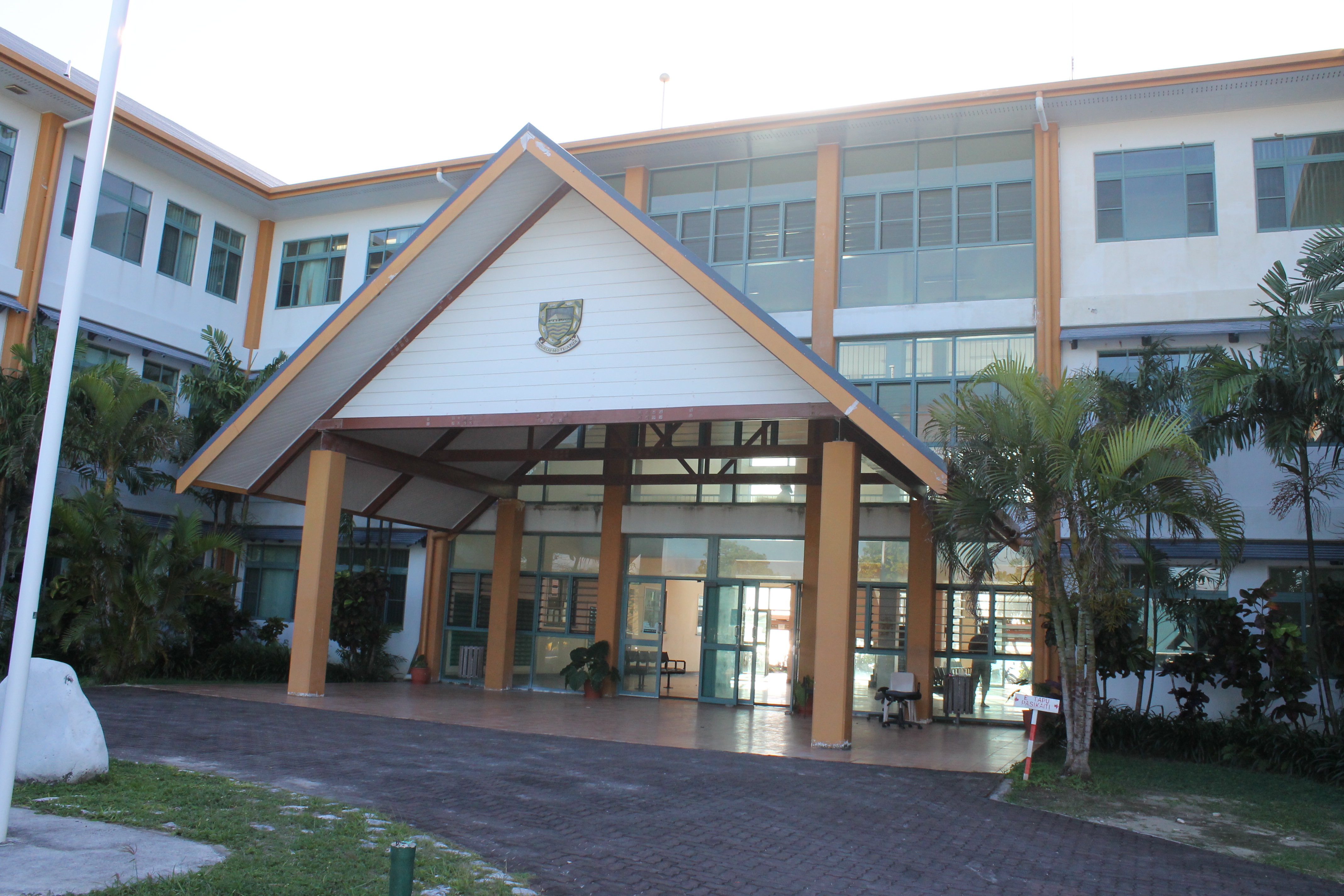
Edificio del Gobierno de Tuvalu

Tuvalu es una monarquía constitucional perteneciente a la Commonwealth, en la que el rey Carlos III es reconocido oficialmente como rey de Tuvalu. Está representado en Tuvalu por un gobernador general, nombrado a propuesta del primer ministro. El parlamento local, o Fale I Fono tiene 15 miembros y es elegido cada cuatro años. Sus miembros eligen a un primer ministro que es el jefe de Gobierno. El Gabinete es nombrado por el gobernador general, con el asesoramiento del primer ministro. Cada isla tiene su propio jefe o Ulu-Aliki, y varios subjefes (Alikis) además de los ancianos. Los ancianos forman juntos un consejo de ancianos o fenua te sina (literalmente: 'gris-pelos'). En el pasado, otra casta, a saber, la de los sacerdotes (tofuga) también fue una de las encargadas de tomar decisiones. Los sinas o fenuas, Aliki y Ulu-Aliki forman la autoridad a nivel local. El Ulu-Aliki es seleccionado sobre la base de su ascendencia familiar, y sus competencias están compartidas con la pule o kaupule que es un grupo formado por los elegidos presidentes, uno en cada atolón. No hay partidos políticos oficiales y las campañas electorales son en gran medida sobre la base personal y los lazos familiares además de la reputación.
El Gobierno de Tuvalu está representado en el Reino Unido por un cónsul honorario, con sede en la Casa de Tuvalu, en Londres.

### Justicia
Hay ocho tribunales (uno en cada isla), con jurisdicción limitada. El más alto tribunal de Tuvalu es el Tribunal Superior. Las sentencias del Tribunal Superior pueden ser recurridas ante el Tribunal de Apelación de Tuvalu. Solo se puede recurrir una sentencia del Tribunal de Apelación ante "la Reina (o el Rey) en Consejo", es decir, en el Consejo Privado en Londres.
Tuvalu no tiene fuerzas militares regulares, y no gasta dinero en tenerlas. Su fuerza de policía incluye una Unidad de Vigilancia Marítima para misiones de búsqueda y salvamento y para realizar las operaciones de vigilancia. La policía tiene una sola patrullera, de la clase "Pacific" (HMTSS Te Mataili), suministrada por Australia en virtud del programa para la vigilancia marítima y la pesca en el océano Pacífico.

### Relaciones exteriores
Tuvalu mantiene estrechas relaciones con Fiyi, Nueva Zelanda, Australia y el Reino Unido. Tiene relaciones diplomáticas con la República de China (Taiwán), Taiwán mantiene la única embajada residente en Tuvalu y tiene un gran programa de asistencia en las islas. También posee buenas relaciones con los Estados Unidos tras la firma de un contrato con ellos en el que Estados Unidos reconoce como de Tuvalu un grupo de islas que se disputaban los dos países.
Tuvalu se convirtió en miembro de la ONU en el año 2000 y mantiene una misión de la ONU en Nueva York. Una importante prioridad internacional para Tuvalu en las Naciones Unidas, en la Cumbre Mundial sobre el Desarrollo Sostenible en Johannesburgo y en otros foros internacionales es la promoción de preocupación sobre el calentamiento global y la posible elevación del nivel del mar. En Tuvalu son defensores de la ratificación y aplicación del Protocolo de Kioto. Tuvalu también es miembro del Banco Asiático para el Desarrollo.

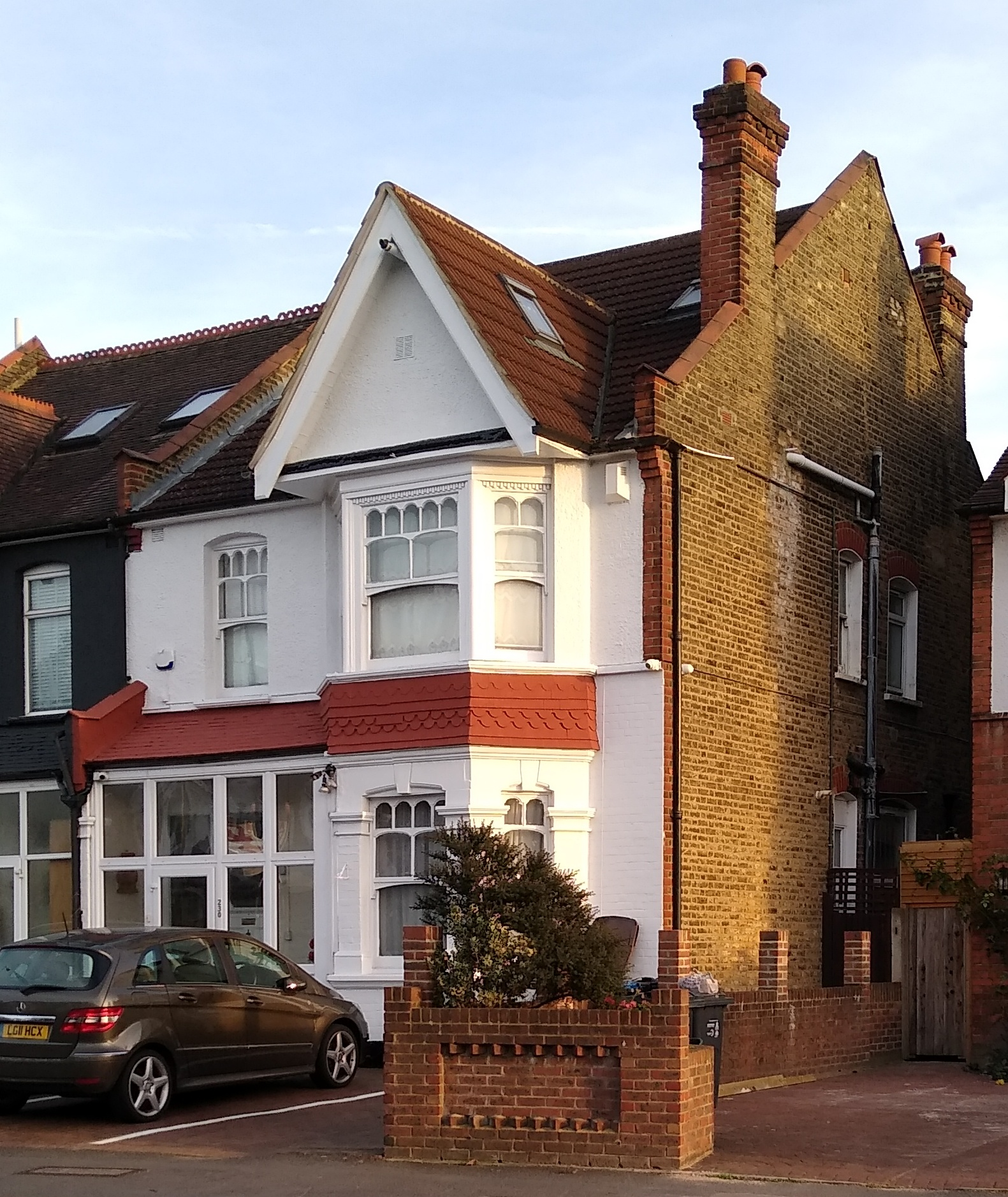
Consulado de Tuvalu en Londres, Reino Unido

Tuvalu es un miembro pleno del Foro de las Islas del Pacífico y la Comisión del Pacífico Sur. Tuvalu tiene una casa en Londres, Reino Unido que cumple una función principalmente de consulado. Tuvalu declaró su zona sur una zona libre de armas nucleares en el Tratado del Pacífico Sur en el año 1985.
Tuvalu participa en la Alianza de Pequeños Estados Insulares (AOSIS), que es una coalición de pequeños países insulares y costeros de baja altitud preocupados por su vulnerabilidad a los efectos adversos del cambio climático global. En virtud de la Declaración de Majuro, firmada el 5 de septiembre de 2013, Tuvalu se ha comprometido a implantar la generación de energía 100% renovable (entre 2013 y 2020), que se propone llevar a cabo mediante energía solar fotovoltaica (95% de la demanda) y biodiésel (5% de la demanda). Se estudiará la viabilidad de la generación de energía eólica. Tuvalu participa en las operaciones de la Comisión de Geociencias Aplicadas de las Islas del Pacífico (SOPAC) y de la Secretaría del Programa Regional de Medio Ambiente del Pacífico (SPREP).
Tuvalu es parte de un tratado de amistad con Estados Unidos, firmado poco después de la independencia y ratificado por el Senado estadounidense en 1983, en virtud del cual Estados Unidos renunció a las reclamaciones territoriales anteriores sobre cuatro islas de Tuvalu (Funafuti, Nukufetau, Nukulaelae y Niulakita) en virtud de la Ley de las Islas del Guano de 1856.
Tuvalu participa en las operaciones de la Agencia de Pesca del Foro de las Islas del Pacífico (FFA) y de la Comisión de Pesca del Pacífico Occidental y Central (WCPFC). El gobierno de Tuvalu, el de EE. UU. y los de otras islas del Pacífico son partes del Tratado del Atún del Pacífico Sur (SPTT), que entró en vigor en 1988. Tuvalu también es miembro del Acuerdo de Nauru, que aborda la gestión de la pesca del atún con redes de cerco en el Pacífico occidental tropical. Estados Unidos y los países de las islas del Pacífico han negociado el Tratado Multilateral de Pesca (que engloba el Tratado del Atún del Pacífico Sur) para confirmar el acceso de los atuneros estadounidenses a las pesquerías del Pacífico Occidental y Central. 
Tuvalu y los demás miembros de la Agencia de Pesca del Foro de las Islas del Pacífico (FFA) y Estados Unidos han llegado a un acuerdo de pesca de atún para 2015; se negociará un acuerdo a más largo plazo. El tratado es una ampliación del Acuerdo de Nauru y prevé que los buques de cerco con pabellón estadounidense puedan pescar 8.300 días en la región a cambio de un pago de 90 millones de dólares estadounidenses, procedentes de las contribuciones de la industria pesquera del atún y del Gobierno de EE. UU. En 2015, Tuvalu se negó a vender días de pesca a determinadas naciones y flotas que han bloqueado las iniciativas de Tuvalu para desarrollar y mantener su propia pesquería. En 2016, el ministro de Recursos Naturales llamó la atención sobre el artículo 30 de la Convención de la WCPF, que describe la obligación colectiva de los miembros de considerar la carga desproporcionada que las medidas de gestión podrían suponer para los pequeños estados insulares en desarrollo.
En julio de 2013, Tuvalu firmó el Memorando de Entendimiento para establecer el Mecanismo Regional de Comercio y Desarrollo del Pacífico, que se originó en 2006, en el contexto de las negociaciones para un Acuerdo de Asociación Económica (AAE) entre los Estados ACP del Pacífico y la Unión Europea. La razón de la creación del Mecanismo es mejorar el suministro de ayuda a los países insulares del Pacífico en apoyo de los requisitos de la Ayuda para el Comercio (AfT). Los Estados ACP del Pacífico son los países del Pacífico signatarios del Acuerdo de Cotonú con la Unión Europea. El 31 de mayo de 2017 se celebró en Funafuti el primer diálogo político de alto nivel reforzado entre Tuvalu y la Unión Europea en el marco del Acuerdo de Cotonú.
El 18 de febrero de 2016, Tuvalu firmó la Carta del Foro de Desarrollo de las Islas del Pacífico y se unió formalmente al Foro de Desarrollo de las Islas del Pacífico (FIDP). En junio de 2017, Tuvalu firmó el Acuerdo del Pacífico sobre Relaciones Económicas Más Estrechas (PACER).

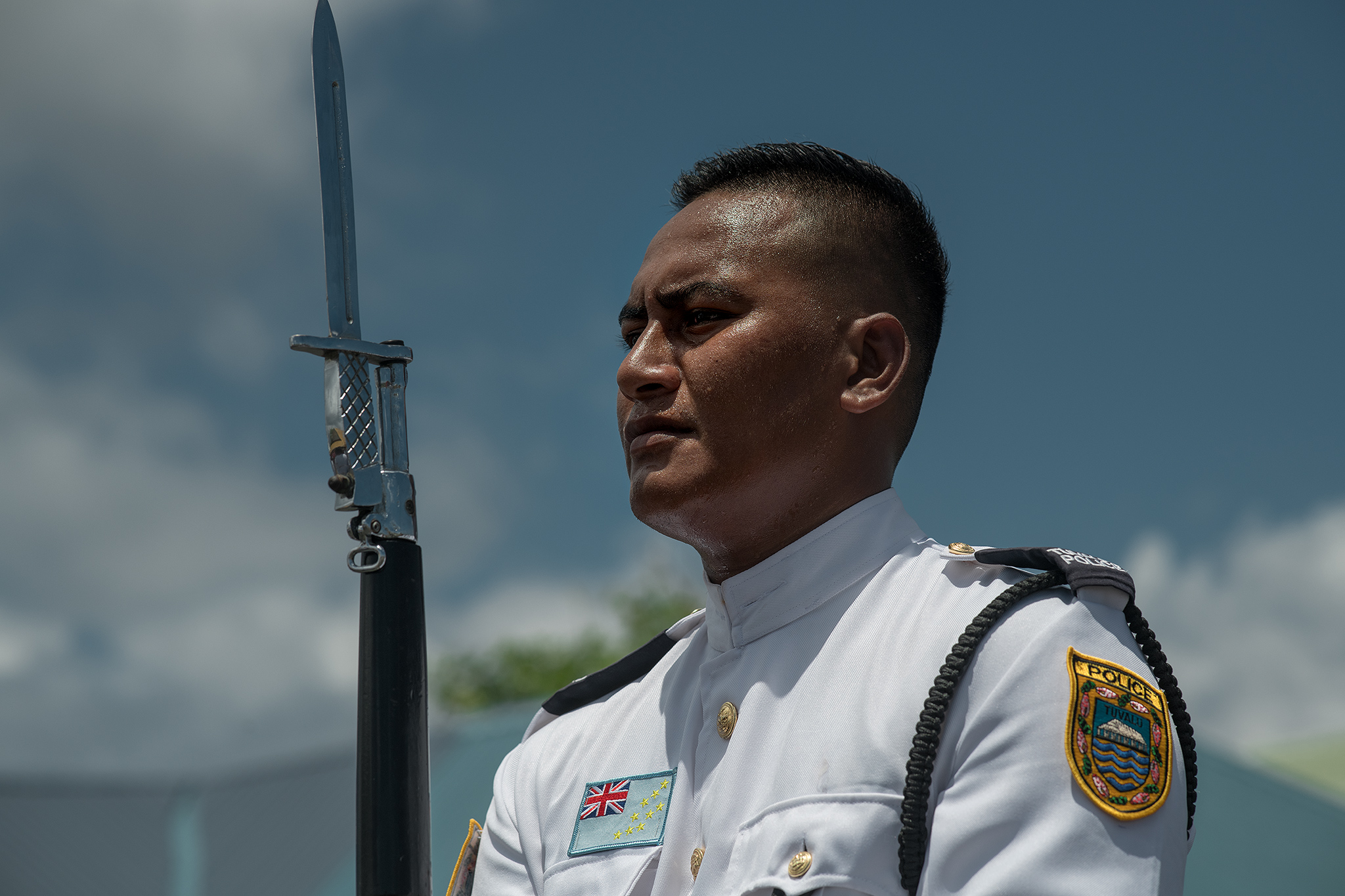
Un policía de la Guardia de Honor de Tuvalu en 2017

### Defensa
Tuvalu no tiene fuerzas militares regulares y no gasta dinero en el ejército. Su cuerpo de policía nacional, la Fuerza de Policía de Tuvalu, con sede en Funafuti, incluye una unidad de vigilancia marítima, aduanas, prisiones e inmigración. Los agentes de policía llevan uniformes de estilo británico.
Desde 1994 hasta 2019, Tuvalu vigiló su zona económica exclusiva de 200 kilómetros con la patrullera de clase Pacífico HMTSS Te Mataili, proporcionada por Australia. En 2019, Australia donó una patrullera de clase Guardian como reemplazo. Bautizada como HMTSS Te Mataili II, está destinada a la vigilancia marítima, al patrullaje pesquero y a las misiones de búsqueda y rescate. ("HMTSS" son las siglas de His/Her Majesty's Tuvaluan State Ship o de His/Her Majesty's Tuvalu Surveillance Ship).
La delincuencia en Tuvalu no es un problema social significativo debido a un sistema de justicia penal eficaz, también debido a la influencia de la Falekaupule (la asamblea tradicional de ancianos de cada isla) y al papel central de las instituciones religiosas en la comunidad tuvaluense.

### Derechos humanos
En materia de derechos humanos, respecto a la pertenencia a los siete organismos de la Carta Internacional de Derechos Humanos, que incluyen al Comité de Derechos Humanos (HRC), Tuvalu ha firmado o ratificado:
| Tuvalu | Tratados internacionales  | Tratados internacionales  | Tratados internacionales  | Tratados internacionales  | Tratados internacionales  | Tratados internacionales  | Tratados internacionales  | Tratados internacionales | Tratados internacionales  | Tratados internacionales  | Tratados internacionales  | Tratados internacionales | Tratados internacionales  | Tratados internacionales  | Tratados internacionales | Tratados internacionales  | Tratados internacionales | Tratados internacionales  |
| --- | ------------------------- | ------------------------- | ------------------------- | ------------------------- | ------------------------- | ------------------------- | ------------------------- | ------------------------ | ------------------------- | ------------------------- | ------------------------- | ------------------------ | ------------------------- | ------------------------- | ------------------------ | ------------------------- | ------------------------ | ------------------------- |
| Tuvalu | CESCR                     | CESCR                     | CCPR                      | CCPR                      | CCPR                      | CERD                      | CED                       | CEDAW                    | CEDAW                     | CAT                       | CAT                       | CRC                      | CRC                       | CRC                       | CRC                      | MWC                       | CRPD                     | CRPD                      |
| Tuvalu | CESCR                     | CESCR-OP                  | CCPR                      | CCPR-OP1                  | CCPR-OP2-DP               | CERD                      | CED                       | CEDAW                    | CEDAW-OP                  | CAT                       | CAT-OP                    | CRC                      | CRC-OP-AC                 | CRC-OP-SC                 | CRC-OP-CP                | MWC                       | CRPD                     | CRPD-OP                   |
| Pertenencia | Ni firmado ni ratificado. | Ni firmado ni ratificado. | Ni firmado ni ratificado. | Ni firmado ni ratificado. | Ni firmado ni ratificado. | Ni firmado ni ratificado. | Ni firmado ni ratificado. | Firmado y ratificado.    | Ni firmado ni ratificado. | Ni firmado ni ratificado. | Ni firmado ni ratificado. | Firmado y ratificado.    | Ni firmado ni ratificado. | Ni firmado ni ratificado. | Sin información.         | Ni firmado ni ratificado. | Firmado y ratificado.    | Ni firmado ni ratificado. |
| Firmado y ratificado, firmado, pero no ratificado, ni firmado ni ratificado, sin información, ha accedido a firmar y ratificar el órgano en cuestión, pero también reconoce la competencia de recibir y procesar comunicaciones individuales por parte de los órganos competentes. |                           |                           |                           |                           |                           |                           |                           |                          |                           |                           |                           |                          |                           |                           |                          |                           |                          |                           |

La homosexualidad masculina es ilegal en Tuvalu.

## Organización territorial

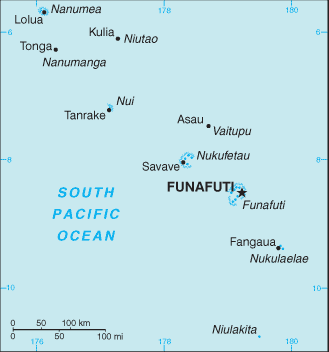
Mapa de Tuvalu

La poca población de Tuvalu está distribuida en 9 islas, 6 de las cuales son atolones. La isla más pequeña, Niulakita, estaba deshabitada hasta 1949, cuando se desplazó gente desde Niutao.
| Atolones |            |           |      |       |      |    |
| 1        | Funafuti   | Fongafale | 240  | 2,40  | 4492 | 9  |
| 2        | Nanumea    | Nanumea   | 387  | 3,87  | 664  | 2  |
| 3        | Nui        | Tanrake   | 283  | 2,83  | 548  | 4  |
| 4        | Nukufetau  | Savave    | 299  | 2,99  | 586  | 2  |
| 5        | Nukulaelae | Fangaua   | 182  | 1,82  | 393  | 2  |
| 6        | Vaitupu    | Asau      | 560  | 5,60  | 1591 | 7  |
| Islas    |            |           |      |       |      |    |
| 7        | Nanumanga  | Tonga     | 300  | 3,00  | 589  | 2  |
| 8        | Niulakita  | Niulakita | 40   | 0,40  | 35   | 1  |
| 9        | Niutao     | Kulia     | 253  | 2,53  | 663  | 2  |
|          |            |           | 2544 | 25,44 | 9561 | 34 |

## Geografía
Es uno de los países más pequeños en el mundo, de hecho, el cuarto más pequeño, solo le superan la Ciudad del Vaticano (0.44 km²); Mónaco (1.95 km²) y Nauru (21 km²). Tuvalu también tiene tierras muy pobres. No hay agua potable, y la tierra es escasamente utilizable para la agricultura.

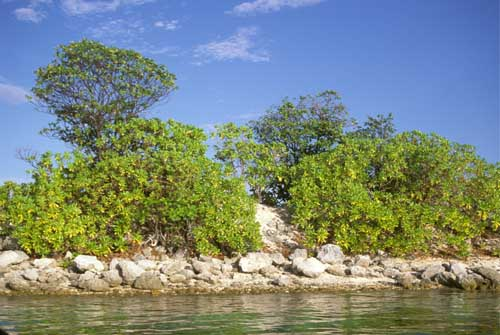
Atolón de Nanumea

Aunque Tuvalu técnicamente no tiene ninguna subdivisión administrativa —su población es demasiado pequeña (estimada en 11 000 en 2004)— el país puede ser dividido en 9 islas, o más bien atolones, a mitad del camino entre Hawái y Australia. Originalmente, solo ocho de estas islas estaban habitadas, de ahí el nombre Tuvalu que quiere decir "ocho islas" en idioma tuvaluano. Las nueve islas son: Fongafale, Nanumea, Nanumanga, Niutao, Nui, Niulakita, Nukufetau, Nukulaelae y Vaitupu.
En el 2001 el gobierno de Tuvalu anunció que las islas, de las cuales el punto más elevado es de 5 m s. n. m., tendrían que ser evacuadas en caso de aumento del nivel del océano. En efecto, la elevación que se viene produciendo del nivel del océano a causa del calentamiento global, aunque aún es poco perceptible en otros países, resulta evidente en Tuvalu debido a su escasísima altitud y a lo exiguo del territorio, de modo que durante las mareas altas acompañadas de tormentas gran parte del país queda sumergido.
Nueva Zelanda ha aceptado recibir un contingente anual de 150 evacuados, mientras que Australia rechazó las peticiones.

### Clima
Tuvalu experimenta dos estaciones distintas, una húmeda, de noviembre a abril, y otra seca, de mayo a octubre. Los vendavales del oeste y las fuertes lluvias son las condiciones meteorológicas predominantes de octubre a marzo, periodo que se conoce como Tau-o-lalo, y las temperaturas tropicales se moderan con los vientos del este de abril a noviembre.
Tuvalu experimenta los efectos de El Niño y La Niña, causados por cambios en las temperaturas del océano en el Pacífico ecuatorial y central. Los efectos de El Niño aumentan las posibilidades de tormentas tropicales y ciclones, mientras que los efectos de La Niña aumentan las posibilidades de sequía. Normalmente, las islas de Tuvalu reciben entre 200 y 400 mm de precipitaciones al mes. El océano Pacífico central experimenta cambios de períodos de La Niña a períodos de El Niño.

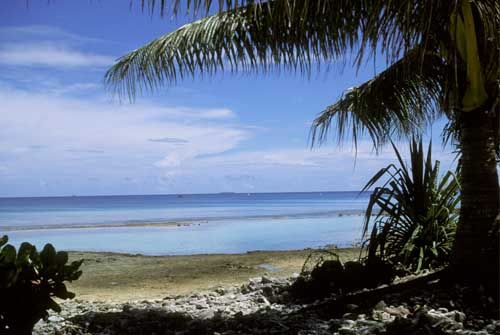
Isla de Fongafale

Australia recibirá como refugiados climáticos a desplazados del archipiélago de Tuvalu*.

### Ciclones
Debido a su baja elevación, las islas que componen esta nación son vulnerables a los efectos de los ciclones tropicales y por la amenaza de la subida actual y futura del nivel del mar. En 2016 se introdujo un sistema de alerta, que utiliza la red de satélites Iridium, para que las islas periféricas estén mejor preparadas para los desastres naturales.
La mayor elevación es de 4,6 metros (15 pies) sobre el nivel del mar en Niulakita, por lo que Tuvalu tiene la segunda elevación máxima más baja de todos los países (después de las Maldivas). Las mayores elevaciones se encuentran normalmente en las estrechas dunas de la parte oceánica de las islas, que son propensas a desbordarse en los ciclones tropicales, como ocurrió con el ciclón Bebe, una tormenta de principios de temporada que pasó por los atolones de Tuvalu en octubre de 1972 El ciclón Bebe sumergió Funafuti, eliminando el 90% de las estructuras de la isla. Las fuentes de agua potable se contaminaron como consecuencia de la marejada del sistema y la inundación de las fuentes de agua dulce.
George Westbrook, comerciante de Funafuti, registró un ciclón que azotó Funafuti el 23 y 24 de diciembre de 1883. Un ciclón azotó Nukulaelae el 17 y 18 de marzo de 1886. Un ciclón causó graves daños en las islas en 1894.
Tuvalu experimentó una media de tres ciclones por década entre los años 40 y 70; sin embargo, en los años 80 se produjeron ocho. El impacto de cada ciclón está sujeto a variables como la fuerza de los vientos y también si un ciclón coincide con mareas altas. El islote Tepuka Vili Vili de Funafuti fue devastado por el ciclón Meli en 1979, arrastrando toda su vegetación y la mayor parte de su arena. Junto con una depresión tropical que afectó a las islas unos días más tarde, el ciclón tropical severo Ofa tuvo un gran impacto en Tuvalu, con la mayoría de las islas informando de daños en la vegetación y los cultivos. El ciclón Gavin fue identificado por primera vez durante el 2 de marzo de 1997, y fue el primero de los tres ciclones tropicales que afectaron a Tuvalu durante la temporada de ciclones de 1996-97, con los ciclones Hina y Keli que le siguieron más tarde en la temporada.

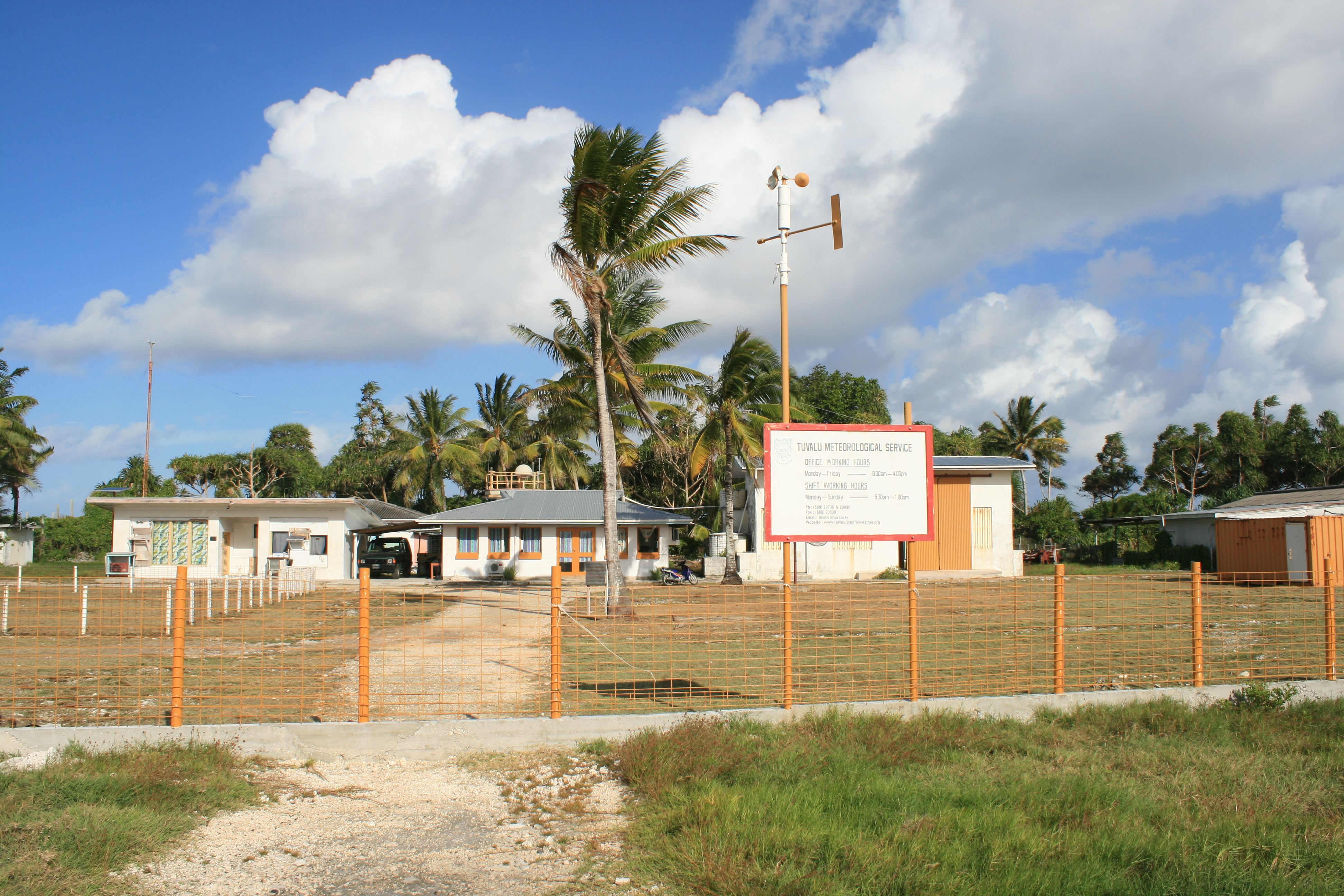
Servicio de Meteorología de Tuvalu

En marzo de 2015, los vientos y la marea de tempestad creados por el ciclón Pam provocaron olas de entre 3 y 5 metros de altura que rompieron sobre el arrecife de las islas exteriores, causando daños en casas, cultivos e infraestructuras. Se declaró el estado de emergencia. En Nui, las fuentes de agua dulce quedaron destruidas o contaminadas. La inundación en Nui y Nukufetau hizo que muchas familias se refugiaran en centros de evacuación o con otras familias.Nui fue la que más daños sufrió de las tres islas centrales (Nui, Nukufetau y Vaitupu), tanto Nui como Nukufetau sufrieron la pérdida del 90% de los cultivos. [De las tres islas del norte (Nanumanga, Niutao y Nanumea), Nanumanga fue la que más daños sufrió, con entre 60 y 100 casas inundadas, y las olas también causaron daños en el centro de salud, El islote Vasafua, que forma parte de la zona de conservación de Funafuti, sufrió graves daños por el ciclón Pam. Los cocoteros fueron arrastrados, dejando el islote como una barra de arena.
El Gobierno de Tuvalu evaluó los daños causados por el ciclón Pam en las islas y proporcionó ayuda médica, alimentos y asistencia para la limpieza de los restos de la tormenta. Organizaciones gubernamentales y no gubernamentales prestaron asistencia técnica, financiera y material a Tuvalu para ayudar a la recuperación, entre ellas la OMS, la EAPRO de UNICEF, el Programa de Información para el Desarrollo de Asia y el Pacífico del PNUD, la OCHA, el Banco Mundial, el DFAT, la Cruz Roja de Nueva Zelanda y la FICR, la Universidad Nacional de Fiyi y los gobiernos de Nueva Zelanda, Países Bajos, EAU, Taiwán y Estados Unidos.

### Geología
Tuvalu se encuentra en el suroeste del océano Pacífico, al este de Papúa Nueva Guinea y al norte de Nueva Zelanda. Las islas circundantes son las Islas Salomón, Nauru, Kiribati, Tokelau, Samoa, Wallis y Futuna, Fiyi y Vanuatu.
Tuvalu es el cuarto Estado más pequeño del mundo. Funafuti, Nanumea, Nui, Nukufetau, Nukulaelae y Vaitupu son atolones, arrecifes de coral en forma de anillo con islas de arrecife en parte diminutas que encierran una laguna, cuya superficie, excepto en el caso de Vaitupu, es considerablemente mayor que la superficie terrestre respectiva. Nanumea tiene incluso un estanque de agua dulce, lo que es extremadamente raro en los atolones. Vaitupu tiene dos lagunas que están casi completamente rodeadas de tierra y sólo están conectadas al mar por estrechos canales. Las otras islas Nanumanga, Niutao y Niulakita también son atolones, pero con lagunas más pequeñas y cerradas, es decir, aguas interiores puras sin conexión con el mar.
Las islas están a sólo cinco metros sobre el nivel del mar en su punto más alto. Como el nivel del mar está subiendo debido al calentamiento global, se temía que las islas se inundaran en un futuro próximo. En principio, debían emigrar unas 300 personas al año (unos 4.000 ciudadanos de Tuvalu ya viven en Nueva Zelanda). Nueva Zelanda y Australia lo rechazaron. Sin embargo, en 2014, por primera vez, el Tribunal de Inmigración de Nueva Zelanda consideró el impacto del cambio climático en un caso en el que se concedió asilo a una familia de cuatro personas de Tuvalu.

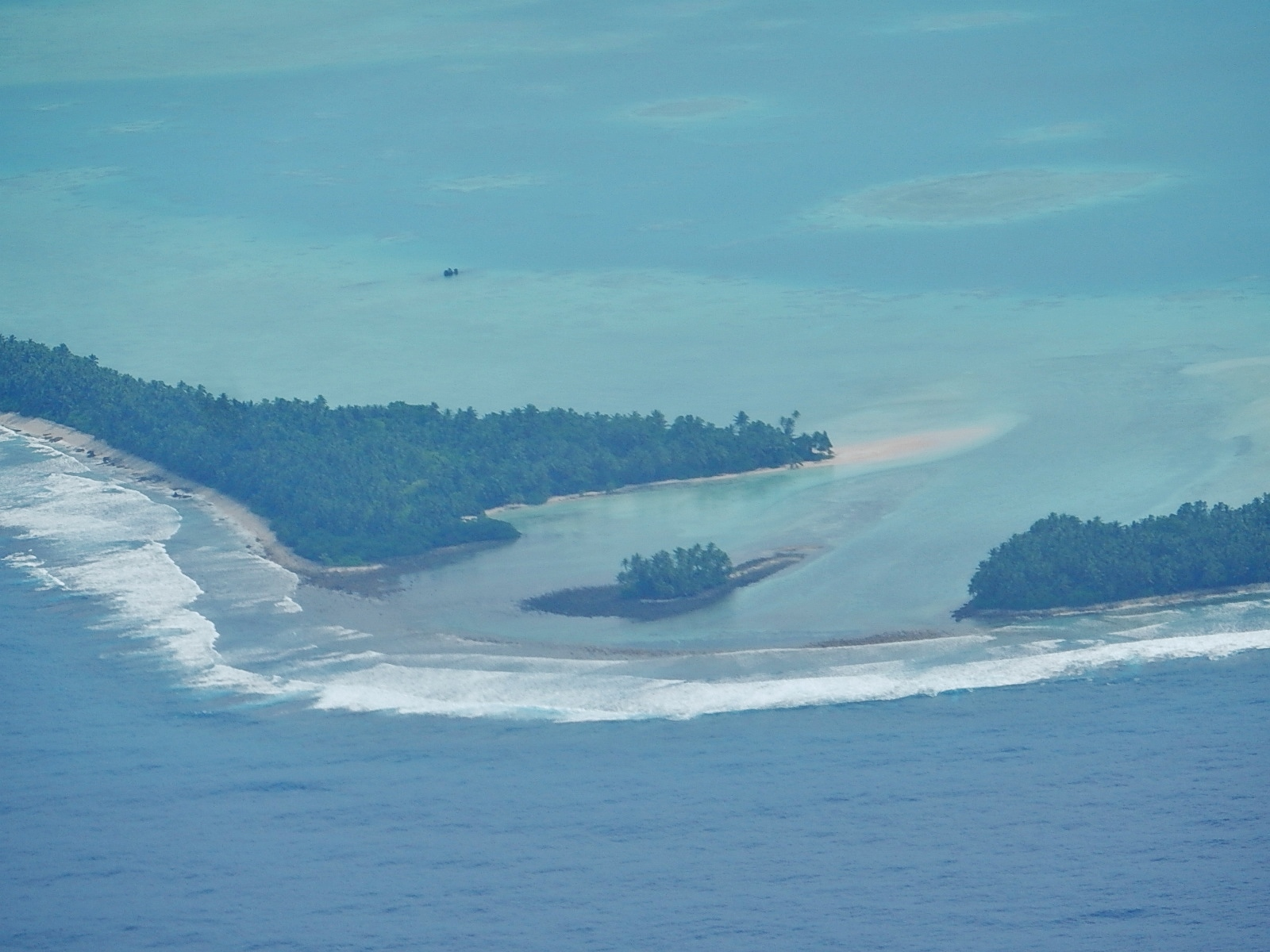
Vista parcial de Funafuti

A principios de 2006, Don Kennedy, un científico originario de Tuvalu, propuso que en el futuro la población se reasentara en masa en la isla de Kioa, en Fiyi. Los costes asociados deberían ser asumidos por los países industrializados como contaminadores del calentamiento global: "Si la cultura de nuestra nación insular ha de seguir viva, los 9.000 tuvaluenses deben trasladarse juntos a Kioa".
El entonces primer ministro de Tuvalu, Maatia Toafa, así como todos los grupos políticos de Tuvalu, criticaron esta propuesta. La evacuación, dijo, es actualmente un proyecto de baja prioridad, ya que no se espera ningún hundimiento en los próximos 30 años. Además, Toafa prefiere la adquisición de tierras en Nueva Zelanda o Australia antes que el reasentamiento en una isla sin infraestructuras adecuadas.
Según los análisis de las imágenes de satélite actuales, las islas o los arrecifes de coral asociados han aumentado de tamaño en los últimos 60 años. Según esto, la subida del nivel del mar se compensa actualmente con creces con los depósitos aluviales y la sedimentación, aunque algunas playas se utilizan como pozos de arena para aumentar la construcción de carreteras y edificios. Sin embargo, no se sabe si la tasa de sedimentación podrá seguir el ritmo de la subida acelerada del nivel del mar, de 18 a 59 cm, según las previsiones de 2007 para el año 2100. Además, la forma de las islas está cambiando; mientras que en algunos lugares se pierde terreno, en otros las islas crecen. Según Naomi Biribo, este es un reto importante. También se necesitan medidas para contrarrestar las inundaciones causadas por maremotos y huracanes.

### Agua y saneamiento
La recogida de agua de lluvia es la principal fuente de agua dulce en Tuvalu. Nukufetau, Vaitupu y Nanumea son las únicas islas con suministros sostenibles de agua subterránea. La eficacia de la recogida de aguas pluviales disminuye debido al escaso mantenimiento de tejados, canalones y tuberías. Los programas de ayuda de Australia y la Unión Europea se han dirigido a mejorar la capacidad de almacenamiento en Funafuti y en las islas exteriores.
Las unidades de desalinización por ósmosis inversa (R/O) complementan la recogida de agua de lluvia en Funafuti. La planta desalinizadora de 65 m³ funciona con una producción real de unos 40 m³ al día. La producción de agua de E/S solamente está prevista cuando el almacenamiento cae por debajo del 30 %, pero la demanda de reposición de los suministros de almacenamiento doméstico con agua suministrada por camiones cisterna hace que las unidades de desalinización de E/S funcionen continuamente. El agua se suministra a un coste de 3,50 dólares australianos por metro cúbico. El coste de la producción y la entrega se ha estimado en 6 dólares australianos por metro cúbico, y la diferencia está subvencionada por el gobierno.
En julio de 2012, un relator especial de las Naciones Unidas pidió al Gobierno de Tuvalu que elaborara una estrategia nacional sobre el agua para mejorar el acceso al agua potable y al saneamiento. En 2012, Tuvalu elaboró una Política Nacional de Recursos Hídricos en el marco del Proyecto de Gestión Integrada de Recursos Hídricos (GIRH) y del Proyecto de Adaptación del Pacífico al Cambio Climático (PACC), patrocinados por el Fondo Mundial para el Medio Ambiente/SOPAC. La planificación hídrica del Gobierno ha establecido un objetivo de entre 50 y 100 litros de agua por persona y día, para el agua potable, la limpieza y las actividades comunitarias y culturales.
Tuvalu colabora con la Comisión de Geociencias Aplicadas del Pacífico Sur (SOPAC) para implantar inodoros de compostaje y mejorar el tratamiento de los lodos de las fosas sépticas de Fongafale, ya que las fosas sépticas tienen fugas en la lente de agua dulce del subsuelo del atolón, así como en el océano y la laguna. Los inodoros de compostaje reducen el uso de agua hasta en un 30%

### Flora y fauna

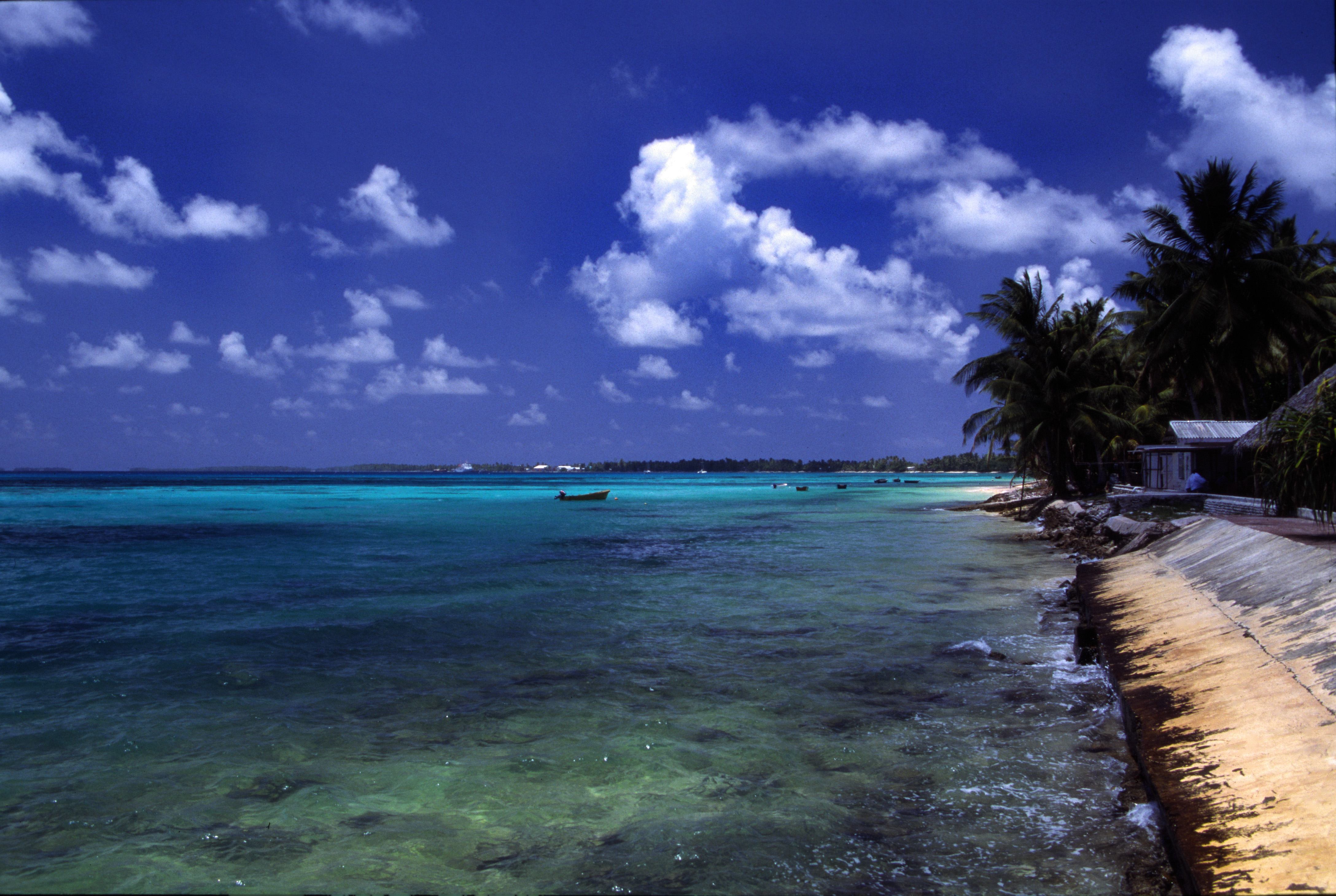
Una playa de Funafuti en un día parcialmente soleado.

La vegetación de Tuvalu se compone principalmente de cocoteros y palmeras de matorral. Un tercio de la superficie terrestre está cubierta por bosques. El único mamífero terrestre que se da de forma natural en Tuvalu es la rata polinesia, mientras que las ballenas jorobadas y los delfines viven en las zonas marinas. El país cuenta con varias especies de reptiles, como salamanquesas, tortugas marinas y varias especies de serpientes marinas venenosas. Se han registrado 40 especies de aves en el país, de las cuales nueve marinas y cuatro terrestres se reproducen en las islas, además de las que migran algunas limícolas. Las aves terrestres más comunes son el carbonero del Pacífico y el koel de cola larga, mientras que el búho de patas rojas, el ave tropical de alas blancas y los charranes  se encuentran entre las aves marinas más comunes.

## Economía
El producto interno bruto de Tuvalu es de 70 millones de USD (según estimaciones de 2025), lo que Suponía unos ingresos medios de 6540 dólares per cápita.[cita requerida]
El dólar de Tuvalu tiene el mismo valor que el dólar australiano, que también circula en las islas. La economía de Tuvalu es la menos dinámica de cualquier Estado independiente del mundo, está basada en una agricultura de subsistencia; la ganadería de cerdos y aves de corral; la pesca tiene una importancia creciente, aunque la única exportación es la copra (médula de coco utilizada para la extracción de aceite). Gran parte de los ingresos estatales se obtiene de la venta de sellos y monedas; la inversión exterior y los ingresos que remiten los emigrantes que trabajan en el extranjero apuntalan la economía del país.[cita requerida]
Ésta recibió una inyección muy importante en 2000, tras la cesión de su dominio (.tv, que le había sido concedida un año antes por la Unión Internacional de Telecomunicaciones), a una empresa estadounidense a cambio de 50 millones de dólares en 12 años. El Gobierno de Tuvalu recibe un millón de dólares cada 3 meses y posee el 20 % de la empresa que gestiona el dominio .tv.[cita requerida]
La emisión de sellos postales, principalmente destinado al coleccionismo filatélico, es también una importante fuente de ingreso para su economía.[cita requerida].
Tuvalu presuntamente participó en Japón en la compra de votos en el régimen de Comisión Ballenera Internacional en 2006. Greenpeace sostiene que la compra de votos se llevó a cabo y Tuvalu es uno de los países que para recibir asistencia económica de Japón en 2006 sostiene que no.

### Sector Público
El gobierno es el principal proveedor de servicios médicos a través del Hospital Princesa Margarita de Funafuti, que gestiona clínicas de salud en las demás islas. Los servicios bancarios los proporciona el Banco Nacional de Tuvalu. Los trabajadores del sector público representan alrededor del 65% de los empleados formales. Las remesas de los tuvaluenses que viven en Australia y Nueva Zelanda y las de los marineros empleados en barcos de ultramar son importantes fuentes de ingresos para los tuvaluenses. Aproximadamente el 15% de los hombres adultos trabajan como marineros en barcos mercantes de bandera extranjera. La agricultura en Tuvalu se centra en los cocoteros y en el cultivo de pulaka en grandes pozos de tierra abonada bajo el nivel freático. Por lo demás, los tuvaluenses se dedican a la agricultura y la pesca tradicionales de subsistencia.
El Fondo Fiduciario de Tuvalu fue creado en 1987 por el Reino Unido, Australia y Nueva Zelanda. El valor del Fondo Fiduciario de Tuvalu es de aproximadamente 100 millones de dólares. El apoyo financiero a Tuvalu también lo proporcionan Japón, Corea del Sur y la Unión Europea. Australia y Nueva Zelanda siguen aportando capital al Fondo Fiduciario de Tuvalu y proporcionan otras formas de ayuda al desarrollo.

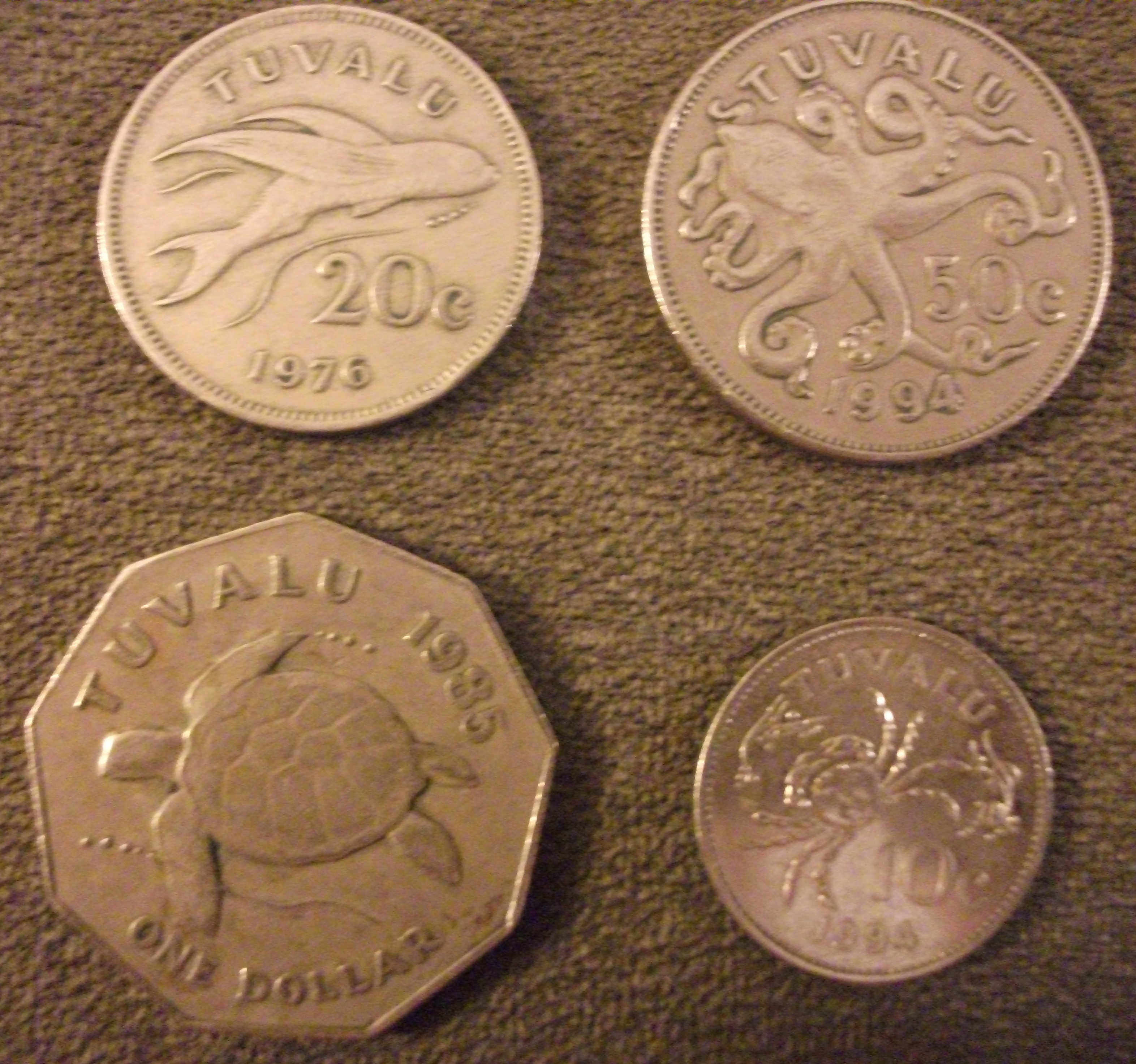
Monedas de Tuvalu

### Pesca
Los tuvaluenses son conocidos por sus habilidades marineras. El Instituto de Formación Marítima de Tuvalu, situado en Amatuku motu (isla), Funafuti, imparte formación a unos 120 cadetes marinos cada año, con el fin de que adquieran las habilidades necesarias para trabajar como marineros en la marina mercante. El Tuvalu Overseas Seamen's Union (TOSU) es el único sindicato registrado en Tuvalu. Representa a los trabajadores de los buques extranjeros. El Banco Asiático de Desarrollo (BAD) estima que 800 hombres de Tuvalu están formados, certificados y activos como marinos. El BAD calcula que, en un momento dado, alrededor del 15% de la población masculina adulta trabaja en el extranjero como marinos. También existen oportunidades de trabajo como observadores en los barcos atuneros, cuya función es controlar el cumplimiento de la licencia de pesca de atún del barco.
Los ingresos del Gobierno proceden en gran medida de la venta de licencias de pesca, de los ingresos del Fondo Fiduciario de Tuvalu y del alquiler de su dominio de nivel superior de Internet ".tv".

### Moneda
La moneda de Tuvalu es el dólar tuvaluano, actualmente 1 dólar de Tuvalu equivale a 1,07 dólares de Nueva Zelanda (2020). Solo hay un banco en Tuvalu, que se encuentra en la capital del país Funafuti. En Tuvalu solo se puede pagar en efectivo, no aceptan tarjetas de crédito y las divisas se deben cambiar en el Banco de Tuvalu.

### Sellos
El 1 de enero de 1976 Tuvalu inició la impresión de sus propios sellos. En Funafuti existe una Oficina de Correos para que apoye sus propios sellos, que representa a la isla o momentos importantes en la historia nacional, bailes o trajes tradicionales. Existe una Sociedad Filatélica conjunta con Kiribati (anteriormente formaban las Islas Ellice).

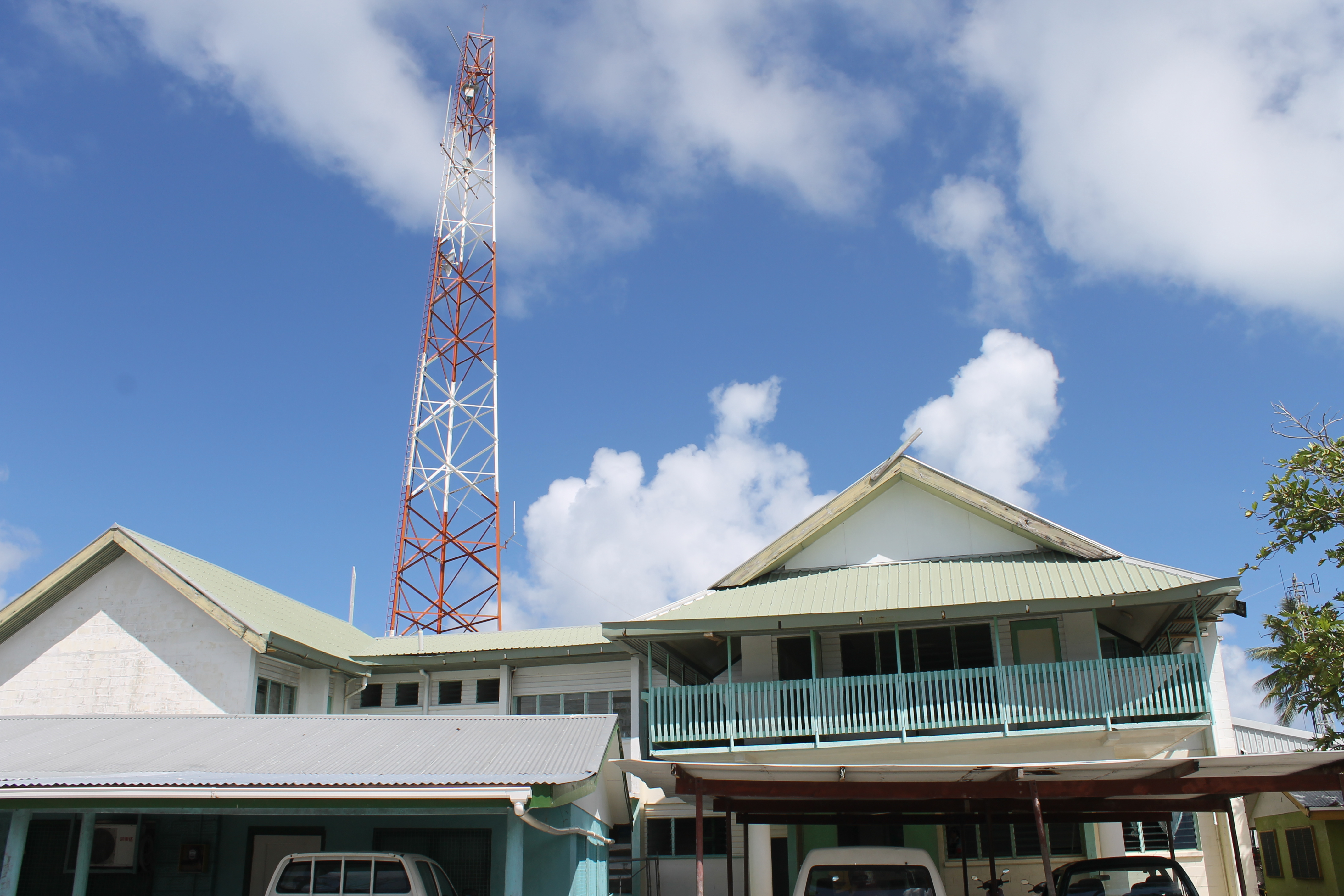
Oficina de Tuvalu Telecom

### Polémica por la denominación .tv
La denominación .tv es la utilizada como propia por Tuvalu después de haber comprado los derechos. Antes estaba permitido que lo utilizasen todas las empresas de cualquier país siempre y cuando le entregasen un aporte al gobierno de Tuvalu.
El problema es que esta denominación es muy popular puesto que en muchos idiomas "tv" es la abreviatura de la televisión, el tener esta denominación no solo es interesante para las televisiones, sino también para sitios pornográficos.
En el año 2000 la gestión de esta denominación ha sido vendida por el gobierno de Tuvalu a la empresa dotTV, una filial de VeriSign, durante 12 años a cambio de 50 millones de dólares estadounidenses. Esta venta ha aportado grandes ingresos al micro-estado, que era, antes de la venta de la propiedad, uno de los países más pobres del mundo. Actualmente el Gobierno de Tuvalu posee una participación del 20 % en la empresa DotTv.
Los inesperados ingresos generados por la venta es un tema de controversia en el país. Parte de la población local protestó contra esta práctica, debido a que muchos sitios con esa denominación son sitios de pornografía. Para la mayoría de la población cristiana, este dinero se considera impuro.
A pesar de la controversia, el dinero ha ayudado a mejorar la infraestructura vial y dotar así al país de carreteras.
Todos los años Tuvalu recibe 5 millones de dólares americanos provenientes de dicho acuerdo, el cual caduca en el 2021 y el gobierno tuvaluano tiene la esperanza de recibir más dinero con el nuevo contrato, ya que representa alrededor del 10% de su economía.

### Turismo
Debido a la lejanía del país, el turismo no es significativo. Los visitantes ascendieron a 1.684 en 2010: El 65% eran por negocios, funcionarios de desarrollo o consultores técnicos, el 20% eran turistas (360 personas) y el 11% eran expatriados que volvían a visitar a la familia. En 2016, el número de visitantes había aumentado a 2.000.

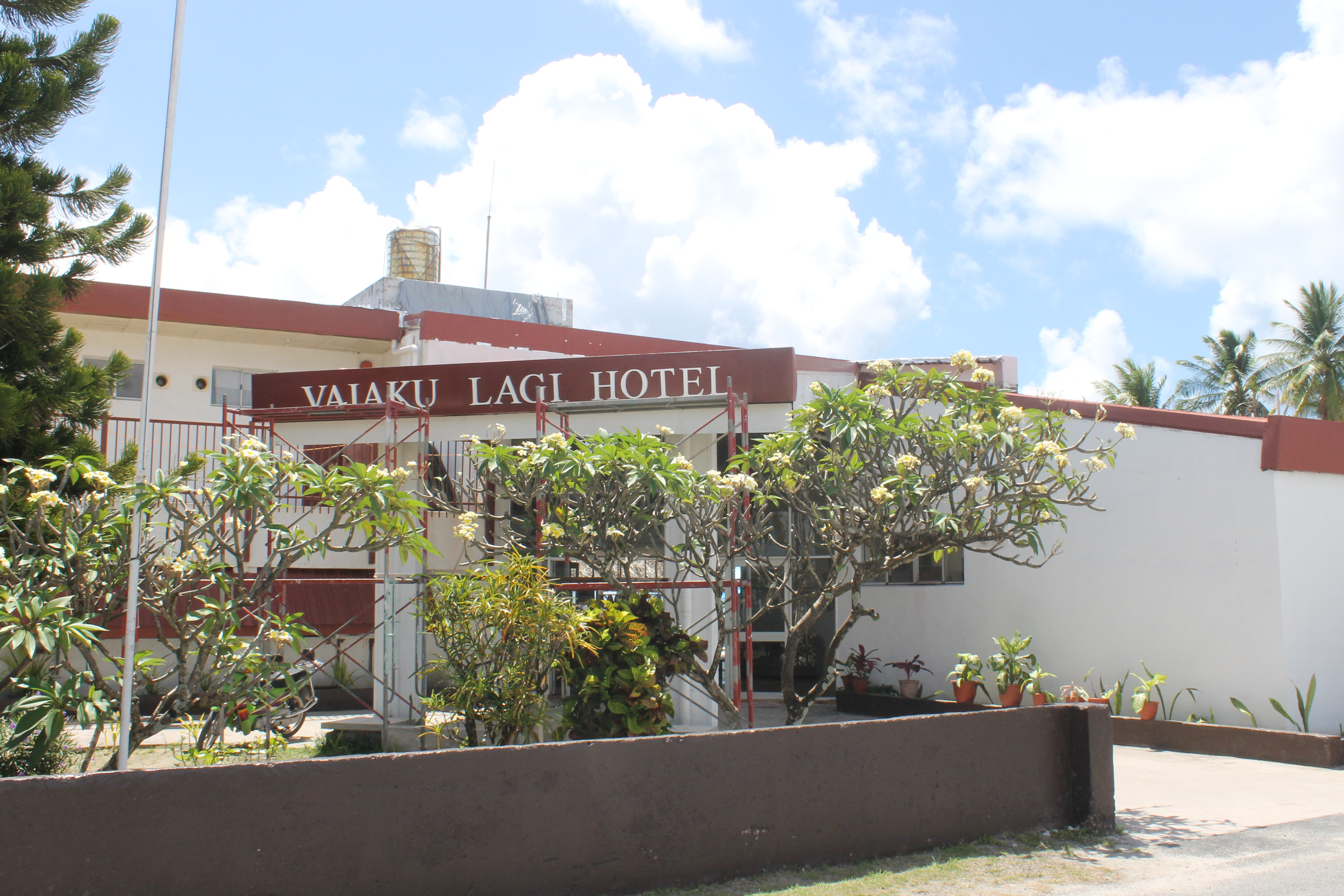
Hotel Vaiaku Lagi

La isla principal de Funafuti es el centro de atención de los viajeros, ya que el único aeropuerto de Tuvalu es el Aeropuerto Internacional de Funafuti y Funafuti es la única isla que cuenta con instalaciones hoteleras. Sin embargo, no hay guías turísticos, operadores turísticos ni actividades organizadas y no visitan cruceros. El ecoturismo es una motivación de los viajeros a Tuvalu. La zona de conservación de Funafuti consta de 12,74 millas cuadradas (33,00 kilómetros cuadrados) de océano, arrecife, laguna, canal y seis islotes deshabitados.
Los atolones exteriores pueden visitarse en los dos buques de carga de pasajeros, el Nivaga III y el Manú Folau, que ofrecen visitas de ida y vuelta a las islas exteriores cada tres o cuatro semanas. En muchas de las islas exteriores hay alojamiento en casas de huéspedes.

### Ingreso al FMI
Tuvalu se incorporó al Fondo Monetario Internacional (FMI) el 24 de junio de 2010 El Informe 2010 del PMI sobre Tuvalu estima que Tuvalu experimentó un crecimiento nulo de su PIB en 2010, después de que la economía se contrajera en torno al 2% en 2009. El 5 de agosto de 2012, el Directorio Ejecutivo del FMI concluyó la consulta del Artículo IV con Tuvalu, y evaluó la economía de Tuvalu: "Está en marcha una lenta recuperación en Tuvalu, pero hay riesgos importantes. El PIB creció en 2011 por primera vez desde la crisis financiera mundial, liderado por el sector privado minorista y el gasto en educación. Esperamos que el crecimiento aumente lentamente" El Informe de País del FMI de 2014 señaló que el crecimiento del PIB real en Tuvalu había sido volátil, con una media de solo el 1% en la última década. El Informe de País de 2014 describe las perspectivas de crecimiento económico como generalmente positivas como resultado de los grandes ingresos procedentes de las licencias de pesca, junto con una importante ayuda extranjera.
El 4 de agosto de 2021, el Directorio Ejecutivo del FMI concluyó la consulta del Artículo IV con Tuvalu, y evaluó que la economía de Tuvalu había crecido un 1% en 2020, en comparación con el 13,9% en 2019, con un 1. El informe del FMI concluyó que la entrada de subvenciones relacionadas con el COVID-19 y los elevados derechos de licencia del atún habían permitido al gobierno de Tuvalu mantener el gasto público en el presupuesto de 2020-2021. El informe del FMI prevé que el PIB de Tuvalu aumente un 2,5% en 2021 y un 3,5% en 2022; se prevé que la inflación aumente al 2,2% en 2021 y al 2,4% en 2022.

### Ayuda Extranjera
El gobierno de Estados Unidos es también una importante fuente de ingresos para Tuvalu. En 1999, el pago del Tratado del Atún del Pacífico Sur (SPTT, por sus siglas en inglés) fue de unos 9 millones de dólares, y su valor aumentó en los años siguientes. En mayo de 2013, representantes de Estados Unidos y de los países de las Islas del Pacífico acordaron firmar documentos de acuerdo provisional para prorrogar el Tratado Multilateral de Pesca (que engloba el Tratado del Atún del Pacífico Sur) durante 18 meses.

Las Naciones Unidas designan a Tuvalu como país menos adelantado (PMA) debido a su limitado potencial de desarrollo económico, a la ausencia de recursos explotables y a su pequeño tamaño y vulnerabilidad a las perturbaciones económicas y medioambientales externas. Tuvalu participa en el Marco Integrado Mejorado de Asistencia Técnica Relacionada con el Comercio para los Países Menos Adelantados (MIM), establecido en octubre de 1997 bajo los auspicios de la Organización Mundial del Comercio. 

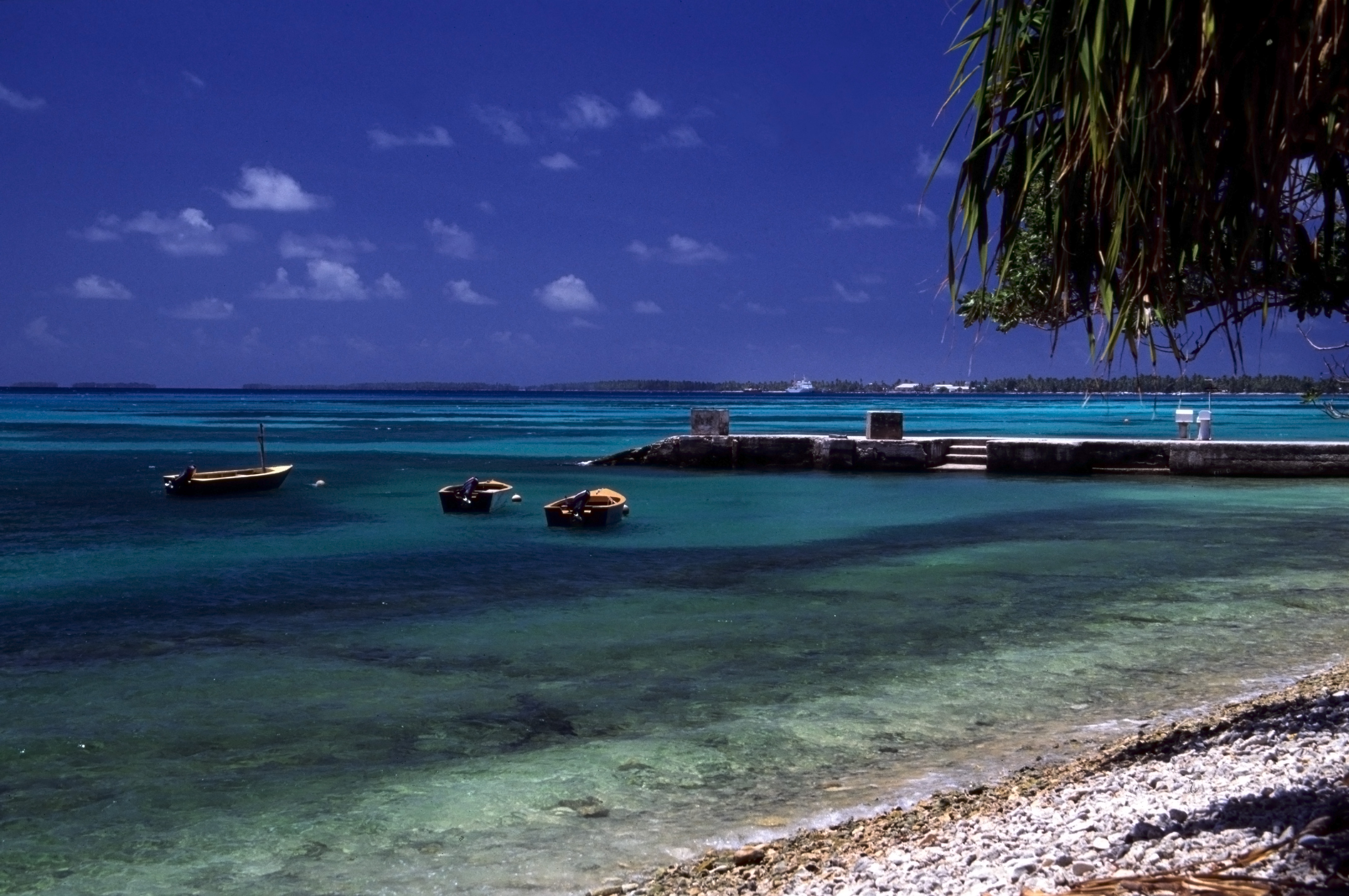
Muelle en una playa del atolón de Funafuti.

En 2013, Tuvalu aplazó su graduación de país menos adelantado (PMA) a país en desarrollo hasta 2015. El primer ministro, Enele Sopoaga, afirmó que este aplazamiento era necesario para mantener el acceso de Tuvalu a los fondos previstos en el Programa Nacional de Acción para la Adaptación (PNA) de las Naciones Unidas, ya que "una vez que Tuvalu se gradúe como país desarrollado, no se tendrá en cuenta para la ayuda de financiación de los programas de adaptación al cambio climático como el PNA, que solo se destina a los PMA". Tuvalu había cumplido los objetivos para dejar de ser un PMA. El primer ministro, Enele Sopoaga, quiere que las Naciones Unidas reconsideren sus criterios para dejar de ser PMA, ya que no se da suficiente importancia a la situación medioambiental de los pequeños Estados insulares como Tuvalu en la aplicación del Índice de Vulnerabilidad Medioambiental (IVM).

## Infraestructura

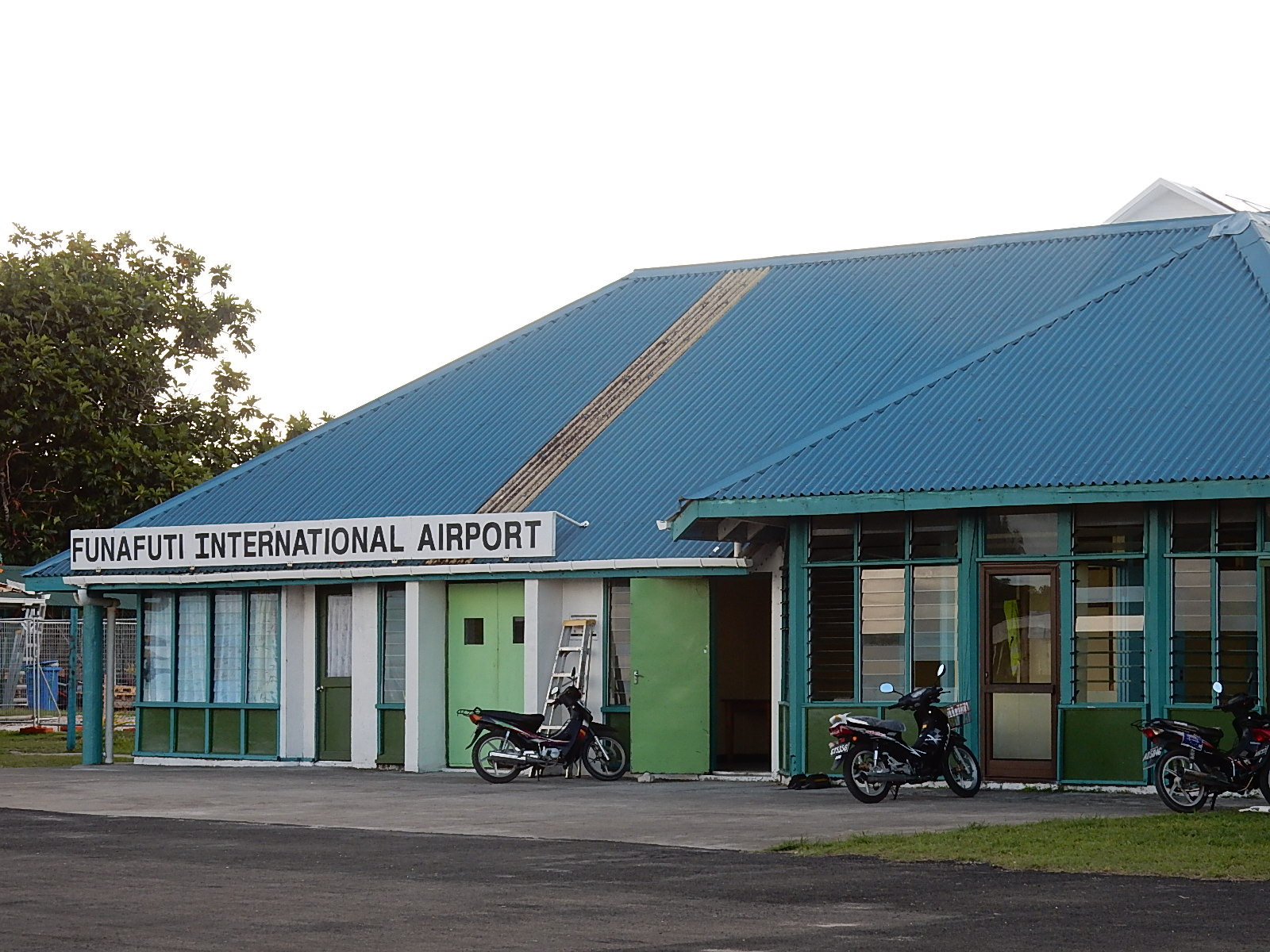
Aeropuerto Internacional de Funafuti

### Transporte
Los servicios de transporte en Tuvalu son limitados. Un ferry comunica los principales atolones. Además hay unos 8 kilómetros de carreteras, pero no dispone de ferrocarriles.
Funafuti es el puerto de mayor importancia aunque también hay un puesto de atraque de aguas profundas en el puerto en Nukufetau. Desde el año 1999, la flota de la marina mercante se compone de cuatro buques de 1000 toneladas de registro bruto o más, que pueden transportar un total de 33.199 toneladas métricas de peso entre todos. Esto incluye dos buques de carga y un buque de transporte de pasajeros. Las calles de Funafuti se encuentran pavimentadas desde el 2002. Otras calles menos importantes están sin pavimentar. Tuvalu es uno de los pocos países del mundo que no cuentan con vías férreas.
En 2015, el gobierno de Japón donó el Nivaga III, que sustituyó al Nivaga II, que había estado en servicio en Tuvalu desde 1989.
En 2020, el gobierno de Tuvalu adquirió una barcaza de desembarco, destinada al transporte de mercancías peligrosas y material de construcción desde la capital a las islas exteriores. La barcaza recibió el nombre de Moeiteava. El Gobierno de Taiwán proporcionó ayuda financiera.
El Departamento de Pesca de Tuvalu opera dos buques para llevar a cabo sus actividades dentro de la zona económica exclusiva (ZEE) del país y las islas exteriores. Son el Manaui, de 18 metros, y el Talamoana, de 32 metros. Los buques se utilizan para la investigación pesquera, el despliegue de dispositivos de concentración de peces (DCP), la visita a las islas exteriores para el seguimiento y las consultas, incluida la aplicación del Programa Nacional de Acción para la Adaptación (PNA) de Tuvalu para hacer frente al cambio climático. El Manaui fue adquirido a través de la Agencia de Cooperación Internacional de Japón (JICA) en 1989 y se acerca al final de su vida útil. En 2015, el Programa de las Naciones Unidas para el Desarrollo (PNUD) proporcionó ayuda para adquirir el Talamoana; que también se utiliza para las patrullas de Control y Vigilancia (MCS).

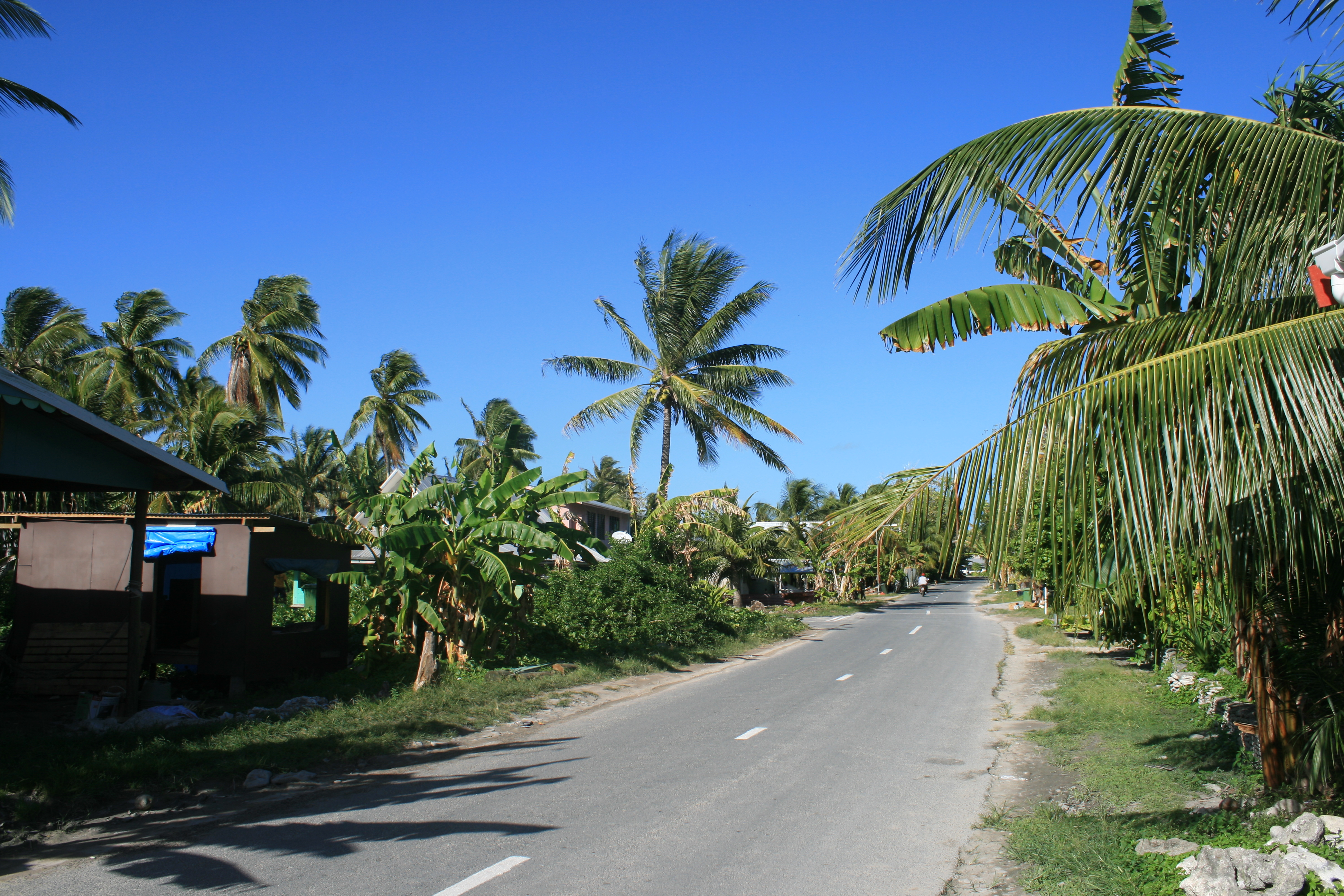
Vía principal en Funafuti

El único aeropuerto internacional de Tuvalu es el Aeropuerto Internacional de Funafuti. Se trata de una pista asfaltada. Fiji Airways, propietaria de Fiji Airlines (que opera como Fiji Link), opera servicios tres veces por semana (martes, jueves y sábado) entre Suva (con origen en Nadi) y Funafuti con el ATR 72-600, un avión de 68 plazas. Air Kiribati ofrece un vuelo semanal a Funafuti desde Tarawa un miércoles. El servicio utiliza un avión Bombardier Dash 8 de la serie 100, con capacidad para 35 pasajeros. En 2021, el gobierno de Tuvalu planea introducir servicios aéreos nacionales a las islas exteriores. El proyecto implica la construcción de las pistas de aterrizaje tras concluir los contratos de arrendamiento de los terrenos y el pago de indemnizaciones a los propietarios. En Nanumea, la población aceptó utilizar el aeródromo construido durante la Segunda Guerra Mundial por los marines estadounidenses.

### Telecomunicaciones y medios de comunicación
El Departamento de Medios de Comunicación del Gobierno de Tuvalu gestiona Radio Tuvalu, que emite desde Funafuti. En 2011, el Gobierno japonés proporcionó ayuda financiera para construir un nuevo estudio de emisión en AM. La instalación de equipos de transmisión mejorados permite que Radio Tuvalu se escuche en las nueve islas de Tuvalu. El nuevo transmisor de radio AM en Funafuti sustituyó el servicio de radio FM a las islas exteriores y liberó el ancho de banda de los satélites para los servicios móviles. Fenui - noticias de Tuvalu es una publicación digital gratuita del Departamento de Medios de Comunicación de Tuvalu que se envía por correo electrónico a los suscriptores y gestiona una página de Facebook, en la que se publican noticias sobre las actividades del gobierno y noticias sobre los acontecimientos de Tuvalu.
El 28 de septiembre de 2020 se lanzó el primer periódico privado que opera en el país: Tuvalu Paradise News. El director general y propietario de KMT News Corporation (la editorial) y editor del periódico impreso y del sitio web, es el reverendo Dr. Kitiona Tausi.
La Corporación de Telecomunicaciones de Tuvalu (TTC), una empresa estatal, proporciona comunicaciones telefónicas de línea fija a los abonados de cada isla, servicios de telefonía móvil en Funafuti, Vaitupu y Nukulaelae y es distribuidora del servicio de televisión de Fiyi (servicio de televisión por satélite Sky Pacific).
Las comunicaciones en Tuvalu dependen de las antenas parabólicas para el teléfono y el acceso a Internet. El ancho de banda disponible es de sólo 512 kbit/s de enlace ascendente y 1,5 Mbit/s de enlace descendente. En todo Tuvalu hay más de 900 abonados que quieren utilizar el servicio por satélite, y la demanda ralentiza la velocidad del sistema.

## Demografía

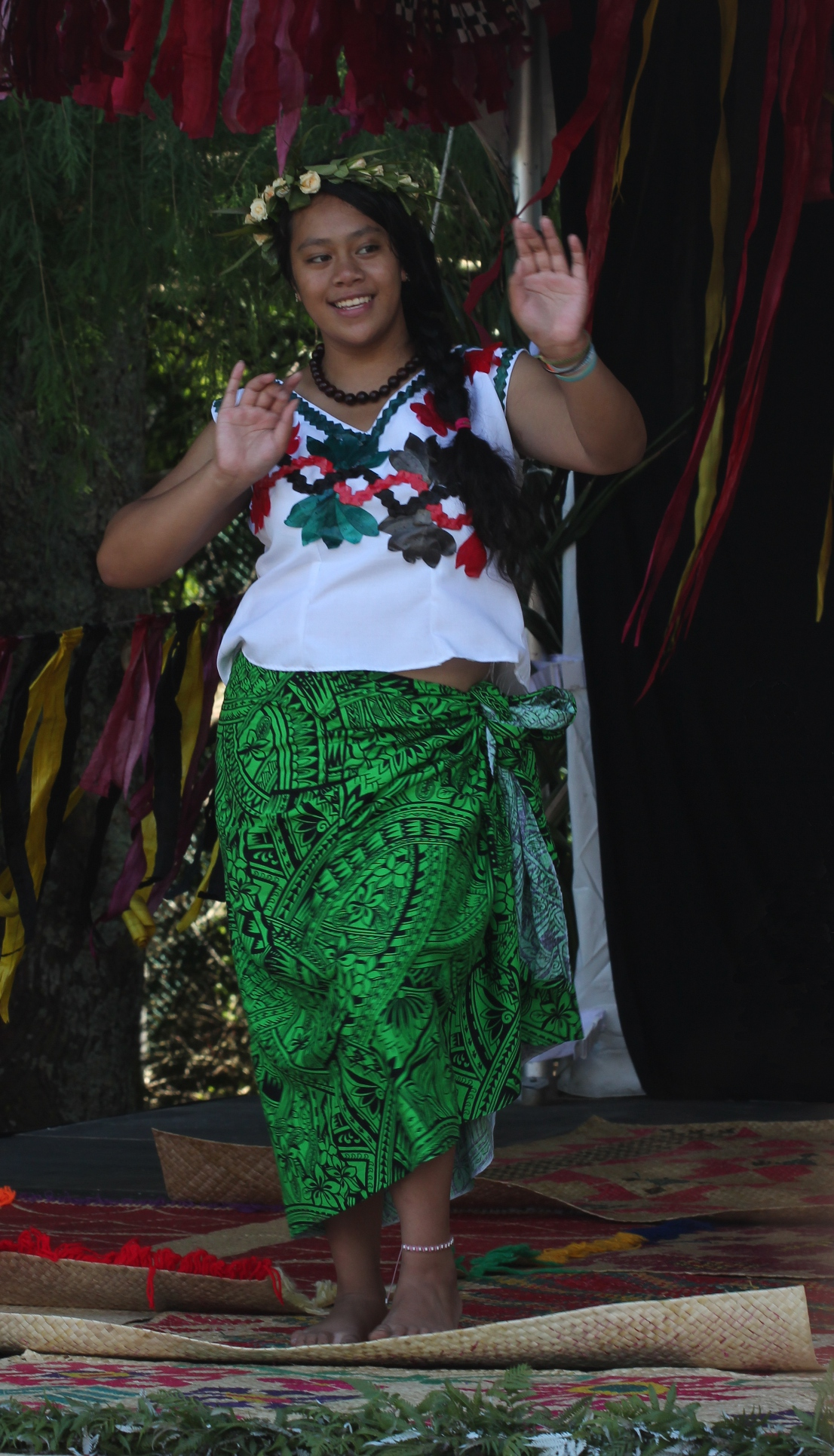
Bailarina tuvaluana en el Festival Pasifika de Auckland.

La población en el censo de 2002 era de 9.561 habitantes, y la población en el censo de 2017 era de 10.645. La evaluación más reciente de 2020 sitúa la población en 11.342. La población de Tuvalu es principalmente de etnia polinesia, y aproximadamente el 5,6% de la población son micronesios que hablan gilbertés, especialmente en Nui. 
La esperanza de vida de las mujeres en Tuvalu es de 70,2 años y de 65,6 años para los hombres (est. 2018) La tasa de crecimiento de la población del país es del 0,86% (est. 2018). La tasa de migración neta se estima en -6,6 migrantes(s)/1.000 habitantes (est. 2018). La amenaza del calentamiento global en Tuvalu no es todavía una motivación dominante para la migración, ya que los tuvaluenses parecen preferir seguir viviendo en las islas por razones de estilo de vida, cultura e identidad.
Entre 1947 y 1983, varios tuvaluenses de Vaitupu emigraron a Kioa, una isla de Fiyi. Los colonos de Tuvalu obtuvieron la ciudadanía fiyiana en 2005. En los últimos años, Nueva Zelanda y Australia han sido los principales destinos para la migración o el trabajo estacional.
En 2014, se llamó la atención sobre un recurso presentado ante el Tribunal de Inmigración y Protección de Nueva Zelanda contra la deportación de una familia de Tuvalu basándose en que eran "refugiados del cambio climático", que sufrirían dificultades derivadas de la degradación medioambiental de Tuvalu. Sin embargo, la posterior concesión de permisos de residencia a la familia se hizo por motivos no relacionados con la solicitud de refugio. La familia tuvo éxito en su recurso porque, en virtud de la legislación de inmigración pertinente, existían "circunstancias excepcionales de carácter humanitario" que justificaban la concesión de los permisos de residencia, ya que la familia estaba integrada en la sociedad neozelandesa con una familia extensa considerable que se había trasladado efectivamente a Nueva Zelanda.
De hecho, en 2013, el Tribunal Superior de Nueva Zelanda determinó que la reclamación de un hombre de Kiribati de ser un "refugiado por el cambio climático" en virtud de la Convención sobre el Estatuto de los Refugiados (1951) era insostenible, ya que no había persecución ni daños graves relacionados con ninguno de los cinco motivos estipulados en la Convención sobre los Refugiados. La migración permanente a Australia y Nueva Zelanda, por ejemplo para la reunificación familiar, requiere el cumplimiento de la legislación de inmigración de esos países.

Nueva Zelanda tenía un cupo anual de 75 tuvaluenses a los que concede permisos de trabajo en el marco de la Categoría de Acceso al Pacífico, tal y como se anunció en 2001. Los solicitantes se inscriben en las papeletas de la Categoría de Acceso al Pacífico (PAC); el criterio principal es que el solicitante principal debe tener una oferta de trabajo de un empleador neozelandés. Los tuvaluenses también tienen acceso al empleo estacional en las industrias de la horticultura y la viticultura en Nueva Zelanda en virtud de la Política de Trabajo de Empleadores Estacionales Reconocidos (RSE) introducida en 2007, que permite el empleo de hasta 5.000 trabajadores de Tuvalu y otras islas del Pacífico. 

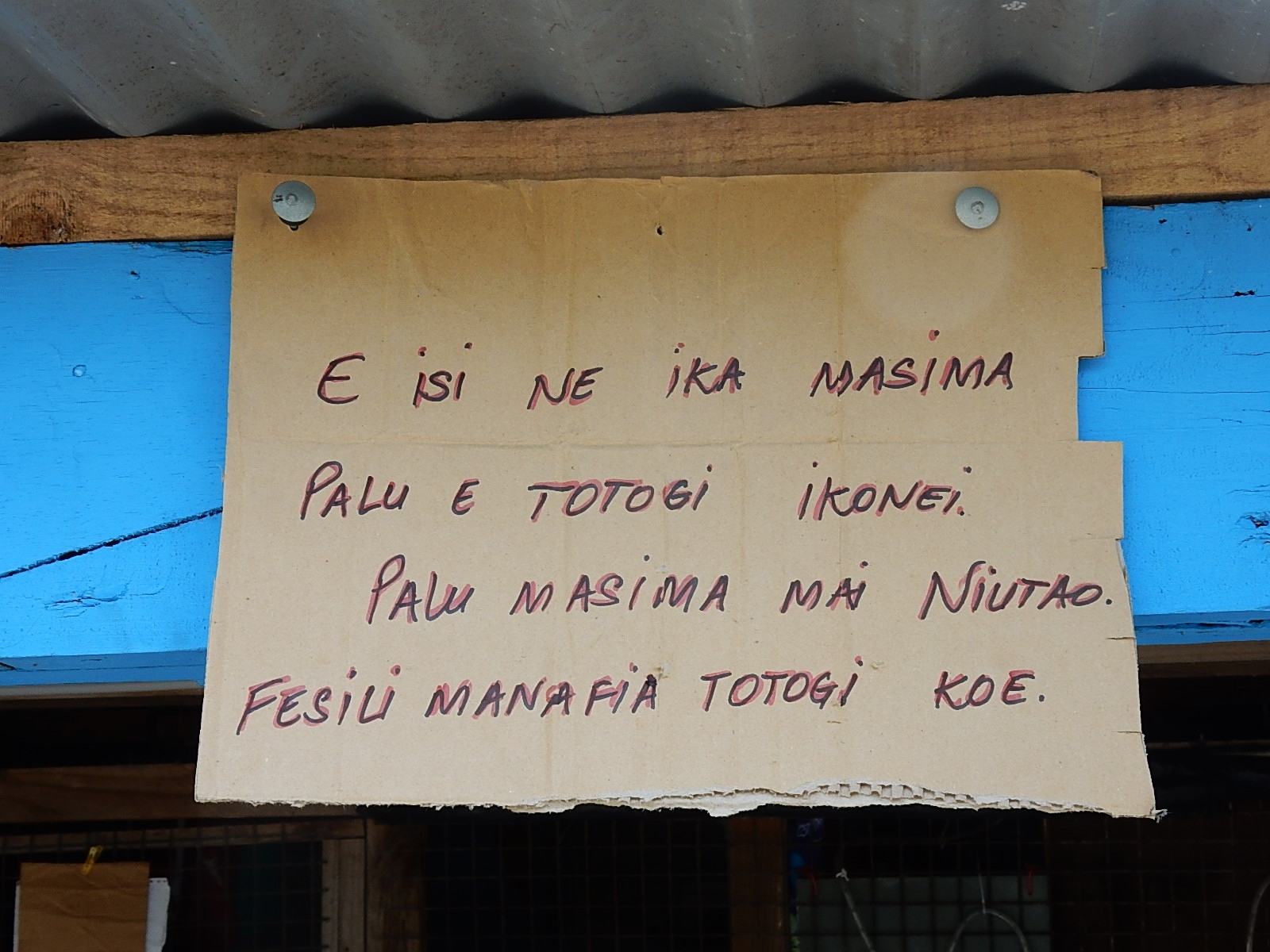
Cartel escrito en tuvaluano

Los tuvaluenses pueden participar en el Programa Australiano de Trabajadores Estacionales del Pacífico, que permite a los isleños del Pacífico obtener un empleo estacional en la industria agrícola australiana, en particular, en las explotaciones de algodón y caña de azúcar; en la industria pesquera, en particular en la acuicultura; y con los proveedores de alojamiento en la industria del turismo.

### Lenguas
El idioma tuvaluano y el inglés son las lenguas nacionales de Tuvalu. El tuvaluano pertenece al grupo eliceo de lenguas polinesias, lejanamente relacionado con todas las demás lenguas polinesias, como el hawaiano, el maorí, el tahitiano, el rapanui, el samoano y el tongano. El idioma tuvaluano ha tomado préstamos del samoano, como consecuencia de que los misioneros cristianos de finales del siglo XIX y principios del XX eran predominantemente samoanos.
La lengua de Tuvalu es hablada por casi todo el mundo en el país, mientras que en Nui se habla una lengua muy parecida al gilbertés. El inglés también es una lengua oficial, pero no se habla en el día a día. El Parlamento y el gobierno trabajan con la lengua de Tuvalu.
En todo el mundo hay unos 13.000 hablantes de tuvaluano. Radio Tuvalu transmite programas en esa lengua.

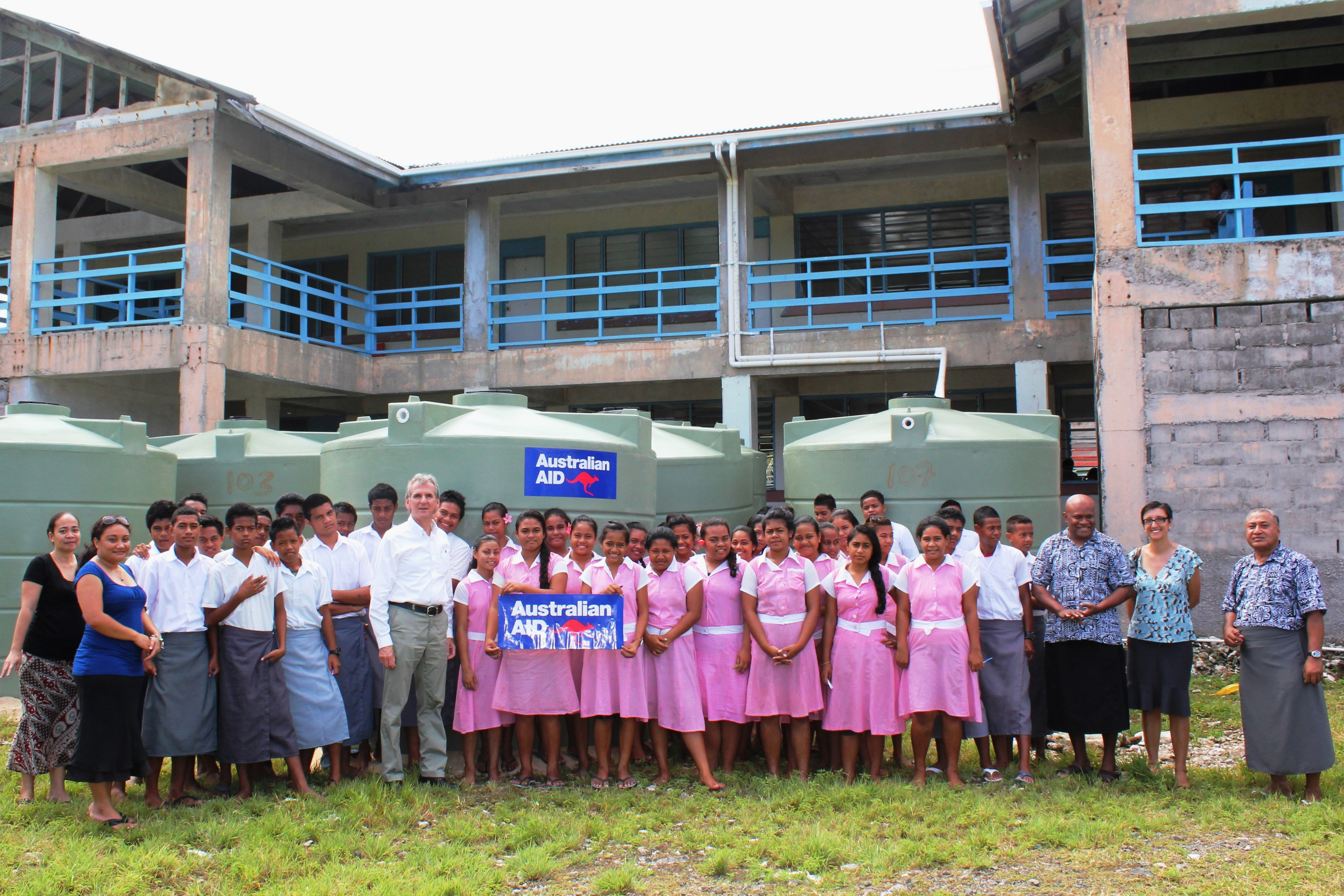
Secundaria Fetuvalu

### Educación
La educación en Tuvalu es gratuita y obligatoria entre las edades de 6 y 15 años. Cada isla tiene una escuela primaria. Para la educación secundaria existe la Motufoua Secondary School que se encuentra localizada en Vaitupu. Los estudiantes viajan a la escuela durante el curso escolar y regresan a sus islas de origen en sus vacaciones escolares. Fetuvalu High School, una escuela operada por la iglesia de Tuvalu, está ubicada en Funafuti.
La tasa de alfabetización de adultos es del 99,0 % (2002).  En 2010, había 1.918 alumnos que pasaron por 109 profesores (98 certificados y 11 no certificados). La relación maestro-estudiante en las escuelas primarias en Tuvalu es de alrededor de 1:18 para todas las escuelas, con la excepción de Nauti School, que tiene una relación maestro-alumno de 1:27. Nauti School en Funafuti es la escuela primaria más grande de Tuvalu, con más de 900 estudiantes (45 % del total de matriculaciones en educación primaria). La relación alumno-maestro en Tuvalu es baja en comparación con la región del Pacífico (donde es de 1:29).
Se han establecido centros de formación comunitarios (CTC, por sus siglas en inglés) en las escuelas primarias de cada atolón. Los CTC proporcionan formación profesional a los estudiantes que no superan el octavo grado por no haber cumplido con los requisitos de acceso a la educación secundaria. Los CTC ofrecen formación en carpintería básica, jardinería y agricultura, costura, y cocina. Al finalizar su formación, los graduados pueden continuar sus estudios en la escuela secundaria Motufoua o en el Instituto de Formación Marítima de Tuvalu (TMTI). Los adultos también pueden asistir a cursos en los CTC.
La Ordenanza sobre el empleo tuvaluano de 1966 establece la edad mínima para el empleo remunerado a los 14 años y prohíbe que los niños menores de 15 realicen trabajos peligrosos.

### Religión

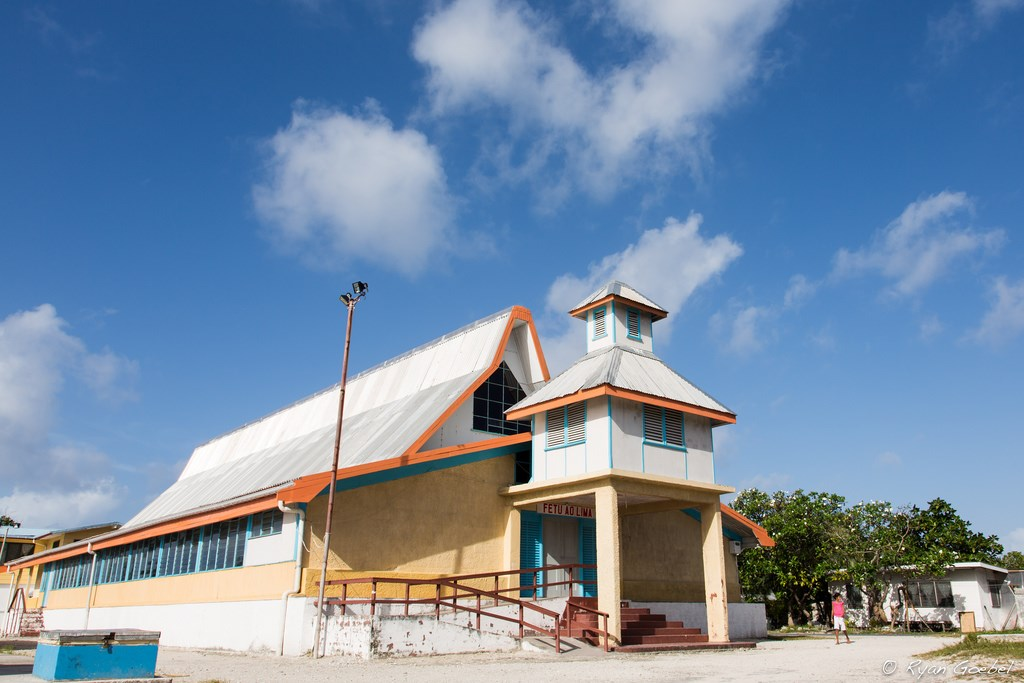
Una iglesia en Tuvalu

La Iglesia Cristiana Congregacional de Tuvalu, que forma parte de la tradición cristiana reformada, es la iglesia estatal de Tuvalu; aunque en la práctica esto solo le da derecho o "privilegio de realizar servicios especiales en los principales eventos nacionales". Sus fieles representan alrededor del 97% de los 10.837 (censo de 2012) habitantes del archipiélago. La Constitución de Tuvalu garantiza la libertad de religión, incluyendo la libertad de practicar, la libertad de cambiar de religión, el derecho a no recibir instrucción religiosa en la escuela o a asistir a ceremonias religiosas en la escuela, y el derecho a "no prestar un juramento o hacer una afirmación que sea contraria a su religión o creencia".
Otros grupos cristianos son la Iglesia católica, atendida por la Misión Sui Iuris de Funafuti, y los adventistas del séptimo día, que cuenta con el 2,8% de la población. Según sus propias estimaciones, la iglesia de los Hermanos de Tuvalu cuenta con unos 500 miembros (es decir, el 4,5% de la población).
La Fe Baháʼí es la mayor religión minoritaria y la mayor religión no cristiana de Tuvalu. Constituye el 2,0% de la población. Los baháʼís son mayoritarios en la isla Nanumea de Tuvalu.La Comunidad Musulmana Ahmadiyya consta de unos 50 miembros (0,4% de la población).
La introducción del cristianismo acabó con el culto a los espíritus ancestrales y otras deidades (animismo), junto con el poder de los vaka-atua (los sacerdotes de las antiguas religiones). Laumua Kofe describe que los objetos de culto varían de una isla a otra, aunque el culto a los antepasados fue descrito por el reverendo D.J. Whitmee en 1870 como una práctica común.

## Cultura

### Patrimonio

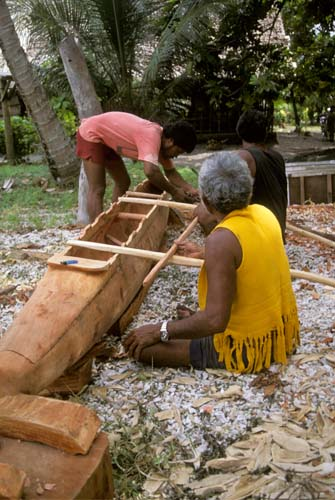
Construcción de una canoa en Nanumea.

El sistema tradicional de la comunidad todavía sobrevive en gran medida en Tuvalu. Cada familia tiene su propia tarea, o salanga que llevar a cabo para la comunidad, como la pesca, la construcción de viviendas o de la defensa. Las habilidades de una familia se transmiten de padre a hijo.
La mayoría de las islas tienen su propia Futi, o tiendas de propiedad del gobierno. Estas tiendas son similares a una tienda de conveniencia en las que se puede comprar alimentos enlatados o empaquetados y en los que las mercancías son más asequibles debido a las subvenciones gubernamentales.
Otro componente importante es el falekaupule o ayuntamiento, donde se debaten los temas importantes y que se utiliza para ciertos eventos.

### Gastronomía
Las comidas tradicionales que son consumidos en Tuvalu son: pulaka, mariscos entre los que se incluyen normalmente cangrejos, tortugas, y algunos peces, los plátanos con pan, coco, y la carne de cerdo. El Pulaka (una raíz que también recibe a veces el nombre de taro) es la principal fuente de hidratos de carbono, se cultiva en grandes fosas por debajo de la capa freática en compost natural del suelo. El pescado es la principal fuente de proteínas. El pan y los plátanos son platos suplementarios. Por último, el coco es utilizado por sus jugos en bebidas y alimentos para hacerlas más sabrosas. Se suele comer carne de cerdo con fateles (o partes de la danza para celebrar ciertos acontecimientos).

### Música
La música tradicional antes del contacto europeo incluye poemas realizados en una especie de recitación monotonal, aunque esta tradición se ha extinguido, así como canciones de trabajo que realizan las mujeres para alentar a los hombres mientras trabajaban.
El más famoso estilo de música de baile de Tuvalu, fatele, está influenciado por las melodías y la armonía. Se celebra una competición dividiendo a cada isla en dos partes o equipos (llamados feitu's). Los Feitus existen sólo al bailar la fatele (que se lleva a cabo como una competición), pero no para otras actividades.
Los dos principales bailes tradicionales de Tuvalu son los fakanu y fakaseasea. De éstas, la fakanu ha desaparecido, aunque sobrevive la fakaseasea, realizada únicamente por personas mayores.

### Bandera

Islas de Tuvalu en la bandera.

La actual bandera de Tuvalu se creó cuando la nación se separó de Kiribati en 1978. Al igual que muchas antiguas y actuales dependencias británicas, la bandera de Tuvalu se basa en el "Union Jack" que aparece en la parte superior izquierda del cantón. Cuando se unió con las Islas Gilbert en una sola colonia, la bandera fue la "Union Jack" con las armas, ahora adoptada por Kiribati.
Las estrellas representan las 9 islas que forman Tuvalu incluidas aquellas en las que no hay vida humana ni animal. En 1995 la bandera fue sustituida después de un cambio de gobierno, esta bandera no se basó en la bandera británica, y también mostró las islas como estrellas. Este pabellón, sin embargo, no fue muy apreciado por los habitantes, y el antiguo pabellón fue restaurado en 1997, con algunas modificaciones menores.

### Fiestas
| Fecha           | Nombre en castellano             | Nombre local | Notas                                                                           |
| --------------- | -------------------------------- | ------------ | ------------------------------------------------------------------------------- |
| 1 de enero      | Año Nuevo                        | -            | -                                                                               |
| 12 de marzo     | Día del Commonwealth             | -            | -                                                                               |
| 6 de abril      | Viernes Santo                    | -            | Católica y Protestante                                                          |
| 9 de abril      | Lunes de Pascua                  | -            | Católica y Protestante                                                          |
| 14 de mayo      | Fiesta del Evangelio             | -            | -                                                                               |
| 8 de junio      | Cumpleaños de la Reina           | -            | -                                                                               |
| 6 de agosto     | Día de los Niños                 | -            | -                                                                               |
| 1 de octubre    | Fiesta de Tuvalu                 | -            | Fiesta Nacional. Conmemoración del descubrimiento de las islas por Rafael Navas |
| 2 de octubre    | Fiesta de Tuvalu                 | -            | -                                                                               |
| 12 de noviembre | Cumpleaños del Príncipe de Gales | -            | -                                                                               |
| 25 de diciembre | Día de Navidad                   | -            | Católica y Protestante                                                          |
| 26 de diciembre | Día de la Familia                | -            | -                                                                               |

## Deporte

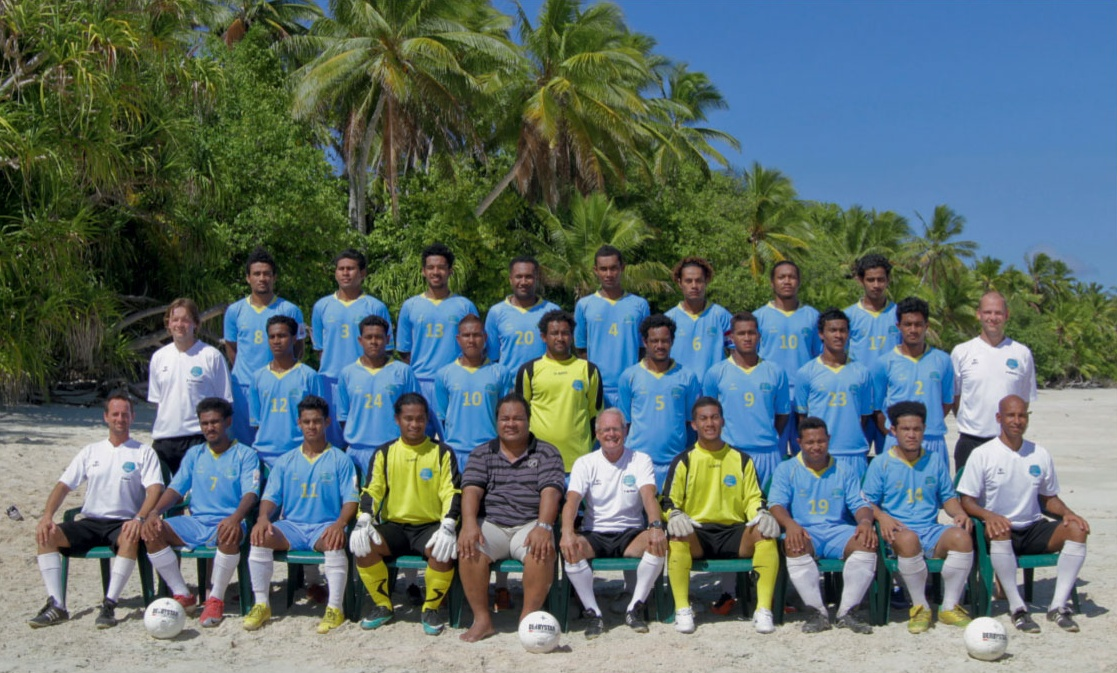
La selección de fútbol de Tuvalu en 2011.

Un deporte tradicional que se desempeña en Tuvalu es kilikiti, que es similar al cricket. Otro deporte popular y específico de Tuvalu es el ano, que se juega con 2 bolas redondas de 12 cm de diámetro.
Es más común la práctica de deportes como el fútbol y el ciclismo. Tuvalu tiene una selección nacional de fútbol, organizada por la Asociación Nacional de Fútbol de Tuvalu, miembro de la OFC pero no de la FIFA. Existen tres divisiones futbolísticas, la División-A, B y C, lo que lo convierte en el país más pequeño del mundo con una liga de fútbol nacional. También se organiza la Copa Navidad, la NBT, la Independencia y los Juegos de Tuvalu durante el receso de las ligas. El club más ganador es el Nauti FC que posee 7 títulos en la División-A, 2 en Copa NBT y 4 en la Independencia. 
Tuvalu participó por primera vez en los Juegos Olímpicos en 2008, en Pekín, China, con el envío de tres competidores en dos deportes.
Un acontecimiento deportivo importante es el "Festival Deportivo del Día de la Independencia", que se celebra anualmente el 1 de octubre. El acontecimiento deportivo más importante del país son sin duda los Juegos de Tuvalu, que se celebran anualmente desde 2008. Tuvalu participó por primera vez en los Juegos del Pacífico en 1978 y en los Juegos de la Commonwealth en 1998, cuando un levantador de pesas asistió a los juegos celebrados en Kuala Lumpur (Malasia). [Dos jugadores de tenis de mesa participaron en los Juegos de la Commonwealth de 2002 en Mánchester (Inglaterra); Tuvalu presentó competidores en tiro, tenis de mesa y halterofilia en los Juegos de la Commonwealth de 2006 en Melbourne (Australia); tres atletas participaron en los Juegos de la Commonwealth de 2010 en Delhi (India), en las pruebas de disco, lanzamiento de peso y halterofilia; y un equipo de tres halterofilia y dos jugadores de tenis de mesa asistieron a los Juegos de la Commonwealth de 2014 en Glasgow. Los atletas de Tuvalu también han participado en los 100 metros lisos masculinos y femeninos en los Campeonatos del Mundo de Atletismo desde 2009.
La Asociación de Deportes y Comité Olímpico Nacional de Tuvalu (TASNOC) fue reconocida como Comité Olímpico Nacional en julio de 2007. Tuvalu participó por primera vez en los Juegos Olímpicos de Verano de 2008 en Pekín (China) con un levantador de pesas y dos atletas en los 100 metros lisos masculinos y femeninos. Un equipo con atletas en las mismas pruebas representó a Tuvalu en los Juegos Olímpicos de Verano de 2012. Etimoni Timuani fue el único representante de Tuvalu en los Juegos Olímpicos de Verano de 2016 en la prueba de 100 metros. Karalo Maibuca y Matie Stanley representaron a Tuvalu en los Juegos Olímpicos de Verano de 2020 en las pruebas de 100 metros.